# Épinal Hockey Club
L'Épinal hockey club surnommé les Wildcats d'Épinal (signifie Chats sauvages) est un club français de hockey sur glace basé à Épinal dans les Vosges depuis 1906 qui évolue en division 1, le 2e niveau national français.
L'équipe a connu plusieurs dénominations successives avec les Écureuils, les Renards, les Dauphins et le Gamyo avant de prendre le nom de l'Épinal Hockey Club et enfin le surnom des Wildcats en 2022.
Installée en Élite française depuis 2003, la section professionnelle vice-championne de France en 2015 est dissoute en 2018 après une liquidation judiciaire,.
Volontairement rétrogradés en 3ème division, ils sont sacrés champions en 2019, puis champions de 2ème division en 2020 et enfin champions de D1 en 2023 et 2025.

## Historique

### Les débuts du hockey à Épinal (1906-1970)

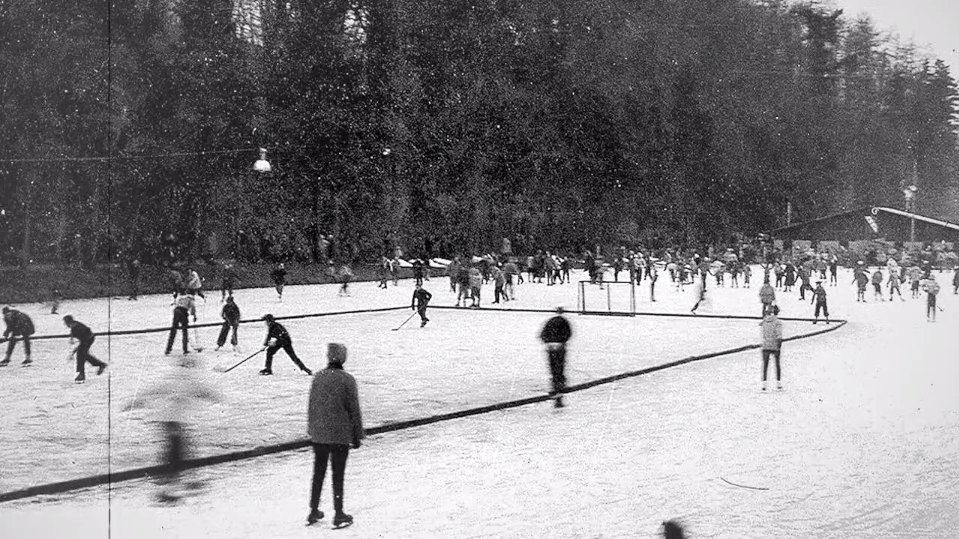
Les débuts du patinage à Épinal.

Département des Vosges dont Épinal est la préfecture.

Le premier club de hockey sur glace spinalien naît en décembre 1906 et s’appelle alors Sports d’hiver spinalien (SHS), dans la mesure où elle regroupe aussi bien des adeptes du patinage artistique que ceux du hockey sur glace. Tout ce petit monde se rejoint alors sur l’étang de Poissompré (appelé ainsi en raison de la multitude de poissons qu’il abritait) qui est à leur disposition durant les mois froids. À cette époque, il n’est pas question de rivaliser avec les vrais pays de hockey comme le Canada ou les pays nordiques, mais plutôt de s’amuser entre amis et se détendre. Une première scission entre patineurs et hockeyeurs a lieu en 1909. Durant les années qui suivent et jusqu’en 1968, des transformations arrivent, telles que l’installation d’une buvette, puis d’une piste de glace semi-artificielle et de sanitaires en dur, le tout entretenu par Lucien Grandclaude. C’est sur ces installations que l’idée de former la première équipe de hockey sur glace d’Épinal émerge pour devenir une réalité en 1968. La création de cette première équipe composée entre autres de Jean Monvoisin et Lucien Grandclaude marque la montée en puissance de cette discipline à Épinal, aidée en cela par la création d’une patinoire artificielle.

### La nouvelle patinoire et les premiers succès (1970-1979)
En 1969, profitant d'une mutation professionnelle à Nancy, le joueur de Boulogne-Billancourt Jean-Paul Hennet devient le premier homme fort du hockey spinalien. Il inscrit le club dans le championnat de la Ligue de l'Est et prend les rênes de l'équipe première alors que la patinoire n'est pas encore terminée. En effet, grâce à l'organisation des Jeux olympiques d'hiver de 1968 par la ville de Grenoble, l'opération « Cent patinoires » est lancée. Celle-ci a pour but de construire cent patinoires partout en France afin de favoriser la pratique des sports de glace. C'est ainsi que le 3 décembre 1970, les portes de la nouvelle patinoire d'une capacité officielle de 1 200 places (la capacité réelle étant de 1 500 places) bâtie sur l’étang asséché de Poissompré ouvrent et le 20 décembre, la nouvelle infrastructure est inaugurée par les hautes autorités communales, préfectorales et départementales. À cette occasion, les hockeyeurs spinaliens s'imposent face à leurs homologues strasbourgeois sur le score de 4-2, mais il y a aussi un match exhibition entre l'équipe des Français-Volants de Paris, équipe de haut niveau en France en ce temps-là, et le CP Fleurier, une équipe suisse du Val-de-Travers. Lors de cette saison 1970-1971, Hennet, qui a connu la première division, finit meilleur buteur de la Ligue de l'Est. Très vite, Épinal s'impose comme un des favoris de son championnat régional face à Belfort, Mulhouse, Nancy, Metz, Colmar, Besançon, Dijon ou encore Strasbourg. Ces rivalités régionales sont propices à l'essor du hockey sur glace dans la cité des Images. À cette période, le public est déjà nombreux à venir assister aux matchs se déroulant sur la glace de Poissompré. Le club recense alors pas moins de 383 licenciés. Après deux échecs consécutifs en finale face à Dunkerque en 1977 (4-4 à Épinal puis 5-3 dans le Nord) et face à la réserve grenobloise en 1978 (deux défaites 6-3 puis 4-3) c'est en 1979 que l’équipe d’Épinal décroche son premier titre national, celui de champion de France de division 2 en écartant Asnières puis Dunkerque en séries éliminatoires avant de s'imposer en finale face à Nice. L'équipe spinalienne est alors composée de joueurs formés au club par Jean-Paul Hennet et emmenée par la première vedette nord-américaine d'Épinal, le canadien Brad Neville. Les hockeyeurs spinaliens réussissent faire match nul 4-4 sur la côte d'Azur avant de s'imposer 7-3 au retour à Poissompré ce qui permet à l'équipe d'être sacrée championne de France de Nationale C et d'accéder à l'échelon supérieur, la Nationale B. Les premières vedettes du hockey à Épinal s'appellent alors Pierre Aubert, Jean-Paul Peltier, Laurent Gaspard, Didier Froment, Denis Claudé, les frères jumeaux Jean-François et Éric Bardy et le gardien Christian Nadobny. Ceux-ci sont rejoints par le rémois Patrick Adin.

### Première accession à l’Élite (1979-1982)
En 1979, Épinal découvre la Nationale B dans la poule Nord. Cette poule est dominée par le club d'Amiens qui s'appuie sur de nombreux jeunes joueurs évoluant au sein de l'équipe de France junior et sur Dave Henderson, futur sélectionneur de l'équipe de France. Le club spinalien est alors reversé dans une poule de maintien qu'il remporte pour continuer à évoluer une deuxième saison au sein du second échelon national. Cette deuxième saison voit Épinal progresser encore : les spinaliens gagnent la poule Sud grâce à un dernier succès 6-3 face à Dijon devant 2 000 personnes réunis à Poissompré. Cependant, dans la poule de promotion/relégation réunissant les 4 derniers de Nationale A et les vainqueurs des 2 poules de Nationale B, Épinal ne résiste pas face à ses adversaires mieux armés techniquement et tactiquement. L'équipe finit 5e sur 6, Meudon déclarant forfait après 3 matchs. Les dirigeants font ensuite venir l'ancien sélectionneur de l'équipe de France, Pete Laliberté qui donne au hockey spinalien une nouvelle dimension : c'est en effet le premier vrai entraîneur qui exerce à Épinal. Il impose une préparation d'avant-saison et une rigueur de travail inédite au club jusqu'alors. Gilles Saint-Germain et Philippe Decock, deux internationaux qui débarquent de Tours viennent renforcer l'attaque et le dernier rempart est Patrick Partouche, ex-tourangeau lui aussi. Pour remplacer Joseph Fernald, blessé dès le début de saison, le club engage l'un des meilleurs attaquants de Nationale A, le canadien Normand Pépin venu de Megève. L'équipe adopte alors un jeu très canadien : défense de fer et jeu très physique où les bagarres foisonnent. Poissompré devient « la hantise de toutes les équipes lorsque celles-ci se déplacent dans l'enfer d'Épinal » dit alors Patrick Partouche. Celui-ci dit avoir rejoint la Cité des Images à 24 ans « parce qu'il régnait et règne toujours un esprit hockey ». Malgré une défaite controversée, qui instaure des rapports tendus entre les deux clubs, à Briançon (7-1) où l'équipe se voit refuser l'accès à la glace par les dirigeants haut-alpins la veille du match, Épinal accède une nouvelle fois à la poule de promotion/relégation en compagnie de Briançon. Après avoir battu les pensionnaires de l'élite Lyon, 5-4, et Caen, 5-1 à domicile, les spinaliens sont en tête de la poule à l'issue des matchs aller. La phase retour est plus compliquée et les Épinal se retrouvent 4e et premier non-promu, à égalité de points avec le 3e, Lyon mais accusant une moins bonne différence de points (+6 contre +7) avant la dernière journée. Mais grâce à une large victoire 10-3 contre Valenciennes conjuguée à une défaite lyonnaise face à Briançon, Épinal accède à la Nationale A, l'élite du hockey français. Le 6 février 1982 le club de hockey spinalien devient le premier club sportif vosgien, tout sport confondus, à rejoindre l'élite nationale.

### Premier passage dans l'Élite (1982-1984)
Les premiers pas en Nationale A sont difficiles pour Épinal. En effet, Normand Pépin, en attente de naturalisation, ne peut pas commencer le championnat avec ses partenaires qui s'inclinent face à Gap à la Blache, 6 buts à 10, dans un match où le jeune joueur de 18 ans, Jérôme Campiglia devient le premier buteur d'un club vosgien en élite nationale. La première victoire intervient lors de la 3e journée : à cette occasion la patinoire de Poissompré accueille le club de Viry pour son premier match de l'Élite et Épinal s'impose 5-3. Normand Pépin obtient sa naturalisation seulement 2 jours avant la quatrième journée qui voit Épinal s'imposer à domicile face à Lyon 5-1. À domicile, devant 1 200 spectateurs de moyenne, Épinal fait match nul 2-2 contre à Tours lors de la cinquième journée grâce à un doublé de Bernard Meslier puis bat Amiens 8-5 et Briançon 9-1 avant de perdre 3-4 contre Grenoble. La phase aller est une réussite pour Épinal qui occupe alors la 8e place qualificative pour la phase finale mais la phase retour est bien plus compliquée : les clubs alpins dominent largement les vosgiens qui arrivent malgré tout battre Megève 5-2 ou encore Lyon 5-0. Les Spinaliens échouent à la 9e qui les oblige à disputer la poule de promotion/relégation. Le maintien est finalement acquis grâce à un total de 9 victoires pour 4 défaites et 1 nul.
Le club obtient donc le droit de jouer pour une deuxième saison consécutive en Nationale A. Cependant Pete Laliberté, devenu trop cher, doit quitter l'équipe. Marcel Dumais, arrive de Saint-Gervais pour occuper le rôle d'entraîneur-joueur. La saison démarre par un déplacement à Gap finalement annulé pour cause de brouillard. Le premier match se dispute finalement au pied du mont Blanc face à Saint-Gervais où le départ de Marcel Dumais n'a pas été digéré. Cette première opposition se solde par une défaite 9-4 alors que Patrick Adin, auteur d'un triplé, avait égalisé à la 52e minute. Il faut attendre la 6e journée pour voir les spinaliens remporter leur premier match de la saison, à domicile face à Tours (11-4). Un match marqué par un quintuplé de Marcel Dumais et un triplé de Normand Pépin. Cette deuxième saison est plus difficile que la première et l'enchaînement de défaites fait perdre du public au club qui ne compte plus que 700 spectateurs pour assister au dernier match de la saison, une défaite 6-4 face à Caen. Les Vosgiens, derniers du classement, doivent alors passer une nouvelle fois par la poule de promotion/relégation. Dans une poule où Lyon déclare forfait à la suite de difficultés financières, les Spinaliens terminent 4e, et se maintiennent de justesse en Nationale A, grâce à une meilleure différence de but et en s'imposant lors de la dernière journée face à Caen (13-4) : ils ne devancent les Caennais qu'à la différence de buts (+7 contre -7). Malgré ce maintien sportif, le club qui a de sérieux soucis financiers est ensuite contraint de déposer le bilan.

### Période de reconstruction (1984-1989)

#### 1984 à 1986
Le club est contraint de redémarrer en Nationale C, le troisième et dernier échelon national. Pour commencer sa nouvelle histoire, il prend le nom d'Association pour le renouveau des sports de glace d'Épinal (A.R.S.G.E.). L'équipe voit le départ de la quasi-totalité de ses joueurs et seuls quelques-uns restent comme Gilles Durand qui déclare : « Quand le club a déposé le bilan après les deux premières saisons en élite, j'ai eu des propositions pour partir. Je n'ai pas voulu car à ce moment-là, on ne pouvait pas vivre du hockey. ». Lui, les frères Bardy et Denis Claudé deviennent les cadres du club qui joue dans un championnat à 4 aux côtés de l'entente Metz/Amnéville, de Besançon et de la réserve de Strasbourg. L'équipe remporte 5 victoires contre une défaite 4-3 à domicile contre Metz/Amnéville et se qualifie pour la finale nationale mais décline l'invitation et n'y participe pas. Lors de la saison 1985-1986, Épinal se voit proposer un simple tournoi à 3 avec Besançon et l'entente Metz/Amnéville. Un parcours sans faute permet au club de participer à la finale nationale. Épinal remporte le tournoi organisé à Poissompré face à Reims 5-4, Cherbourg 23-2 et Le Vésinet 10-4 ce qui lui permet de disputer la finale de Nationale C face à Morzine. Une première victoire à domicile 7-5 puis une victoire 4-3 à Morzine permet au club de devenir champion de France de division 3 et d'accéder à la Nationale 2.

#### Saison 1986-1987

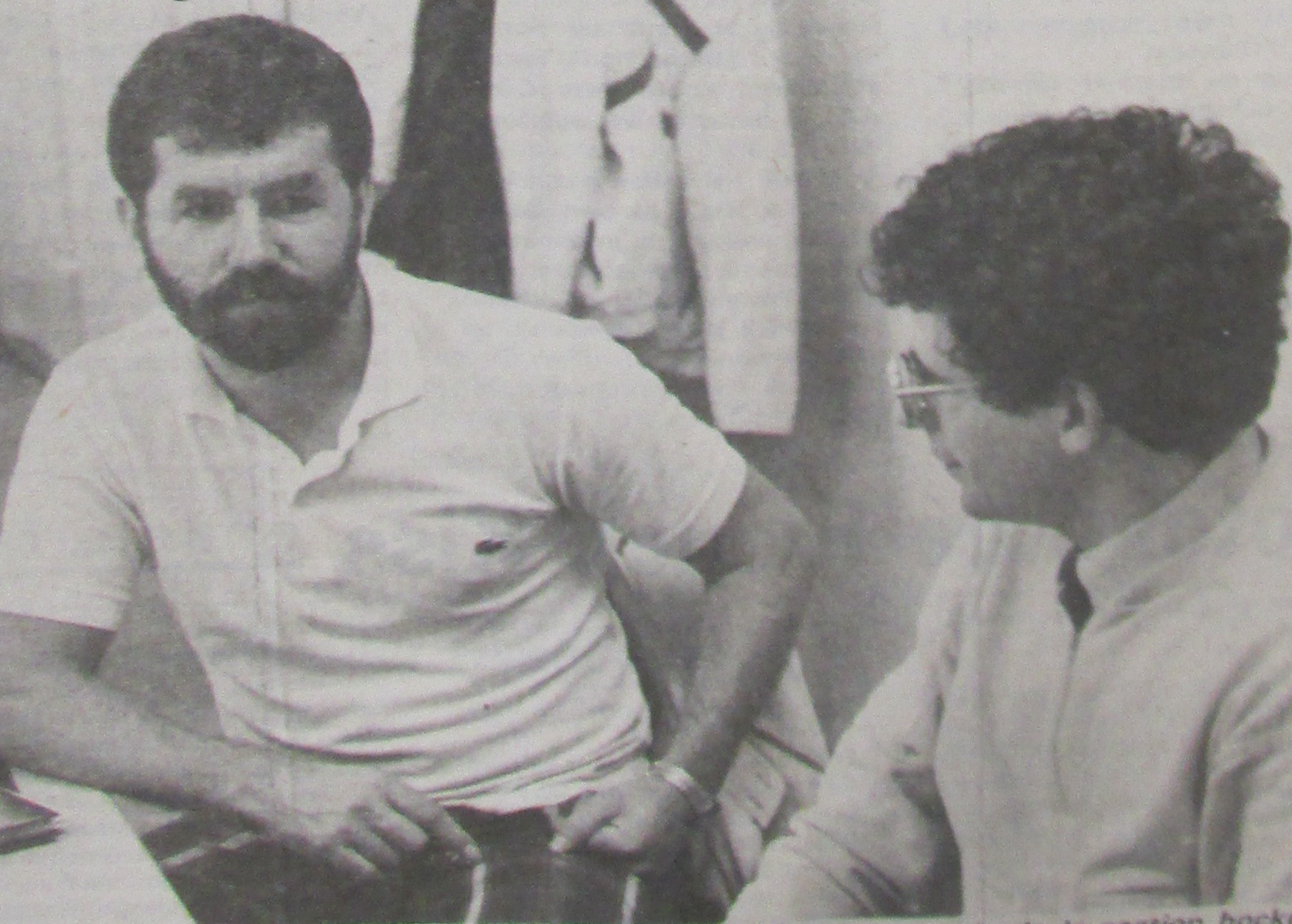
Andreas Farkas et le président Ghislain Mérenne.

Pour la saison 1986-1987, Épinal embauche l'entraîneur Tchécoslovaque de Chamonix Yvan Guryca. L'international hongrois Andreas Farkas devient, à 32 ans, le troisième hockeyeur hongrois à jouer en dehors de son pays et le premier en France (les deux autres jouant en R.F.A.) en rejoignant l'A.R.S.G.E.. L'équipe est engagé dans la poule Norde de Nationale 2 aux côtés d'Angers, Courbevoie, Le Vésinet, Poitiers, Reims, Valenciennes et de l'équipe réserve des Français volants de Paris. Après un bon début de saison qui voit les spinaliens s'imposer lors de leurs deux premiers matchs (5-1 face à Courbevoie puis 3-10 à Valenciennes). Après une première défaite face à Angers (2-7), le club enregistre le retour au jeu à 35 ans de Jean-Paul Peltier pour renforcer un effectif limité. Cet apport bénéfique permettra d'enchaîner 4 victoires consécutives et de conclure la phase aller avec 6 victoires et 1 défaite. La phase retour est plus compliquée avec 4 défaites, toutes à l'extérieur (3-2 à Courbevoie, 6-1 à Angers, 6-5 à Paris face aux Français Volants, 9-2 à Reims) contre 3 victoires. Ce bilan final de 9 victoires et 5 défaites permet à Épinal de terminer à la 2e place finale et d'accéder logiquement à la poule de promotion en compagnie de Reims, Angers et Courbevoie. Une poule qui verra les spinaliens concéder 2 nuls à l'extérieur (3-3 à Reims et à Angers), empocher 2 victoire (6-3 face à Reims et 11-0 face à Courbevoie) et être défait 2 fois (4-0 à Courbevoie et 1-2 face à Angers). Épinal conclut donc sa saison à la deuxième place de la poule de promotion loin du leader Angers qui a gagné tous ses matchs à l'exception d'un seul, face à Épinal terminé par un match nul. Le hongrois Andreas Farkas termine la saison avec 93 points en 24 matchs.

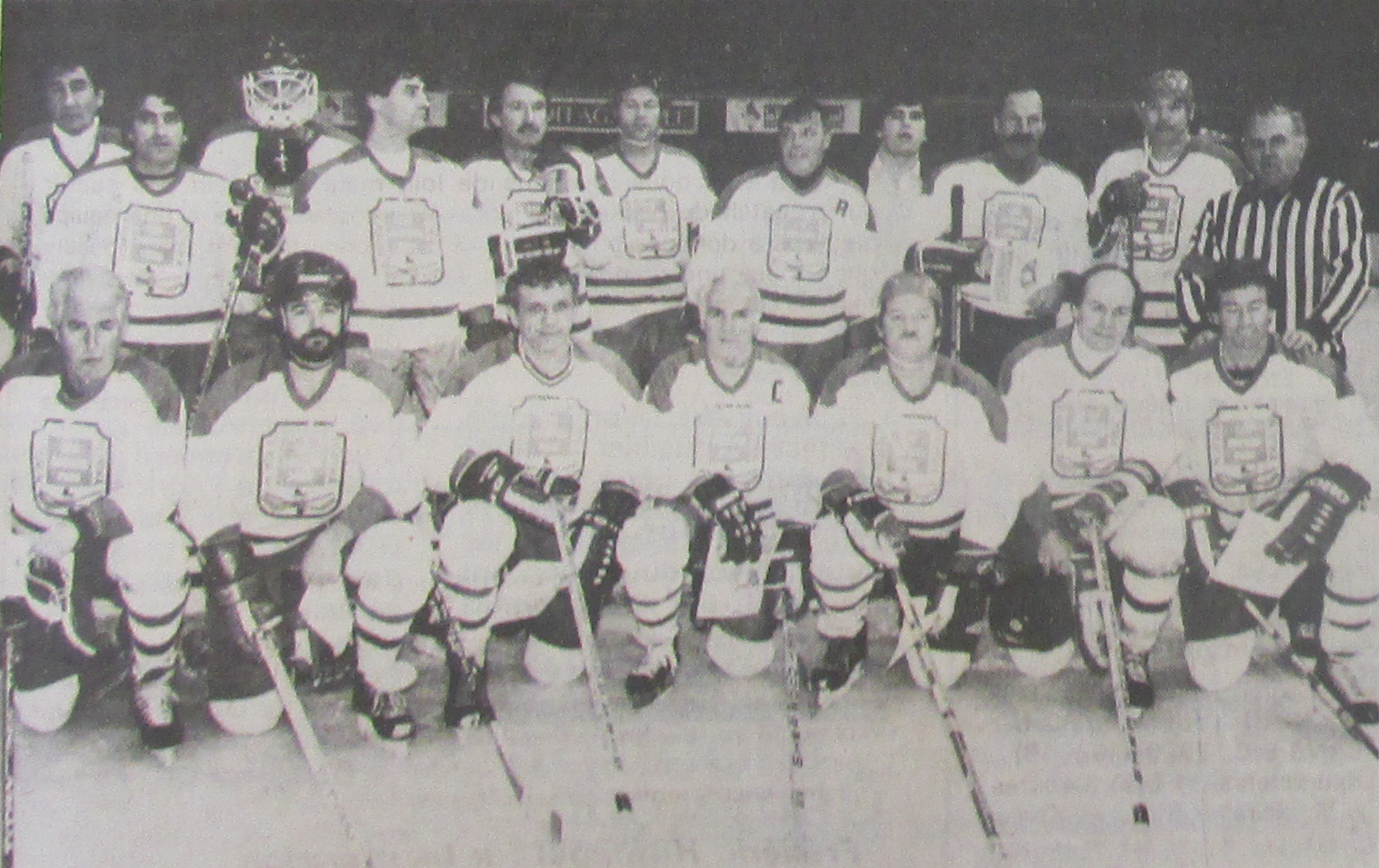
Photo d'équipes d'étoiles légendaires de la LNH.

Parallèlement les spinaliens disputent la Coupe de France. Si le premier match prévu voit finalement Le Vésinet déclarer forfait, les spinaliens se qualifient ensuite au bénéfice d'une victoire étriquée face à Poitiers (7-6). Au tour suivant les hommes d'Yvan Guryka se voit offrir un nouveau match à domicile face au leader invaincu de leur championnat : Angers. Le match se déroule le 14 février et se termine par un exploit spinalien avec une victoire 6-5, ce qui est la seule défaite angevine de toute la saison. En 1/32e de finale le tirage au sort désigne Deuil-la-Barre, club de Nationale 3, comme adversaire, à nouveau à Poissompré. Privé d'Andreas Farkas pour ce match du fait de leur supériorité hiérarchique, les spinaliens trébuche face au club nordiste en s'inclinant 2-3 sur un but à la 58e minute de Lendenmat. Durant la trêve internationale de janvier 1987, Épinal accueille une étape de la tournée européenne des «étoiles légendaires» de la LNH. Après des victoires à Feldkirch et Innsbruck (Autriche) et à Berne (Suisse) cette équipe composée de grands joueurs de la LNH à la retraite comme le gardien Gary Smith ou le centre Garry Peters qui comptabilisent au total plus de 10 000 matchs en LNH et 36 Coupe Stanley vient s'imposer 7-13 à Poissompré dans un match d'exhibition sans contacts arbitré par Maurice Richard.

#### 1987 à 1989
En 1987-1988, l'équipe repart pour une nouvelle saison en Nationale 2 achevée à la deuxième place de la poule nord dominée par Reims, et par une qualification pour une nouvelle phase finale. Lors de celle-ci, Épinal finit dernier. En 1988-1989 l'effectif est rajeuni : Guryka, Farkas et les frères Bardy quittent le club et le Canadien Gatien Dumoulin devient le nouvel entraîneur-joueur. Il marque un tiers des buts de l'équipe qui finit à la quatrième et dernière place qualificative pour la phase finale de la poule nord. Malgré une sixième place lors de cette poule finale, le club profite du retrait de Dijon pour accéder à la Nationale 1B, le deuxième échelon national.

### La légende Bob Gainey (1989-1990)

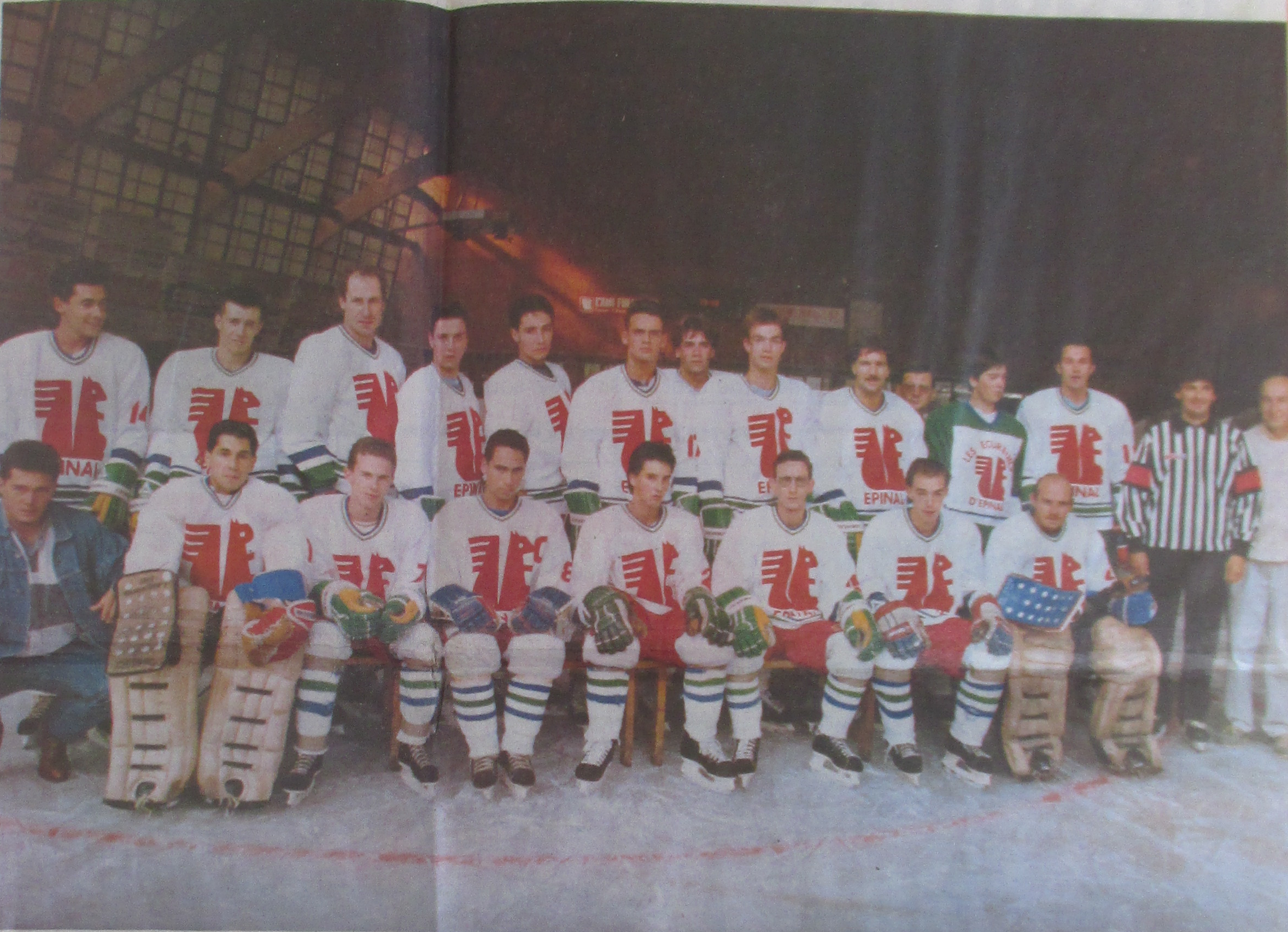
Photo d'équipe 1989-1990.

Au début de la saison 1989-1990, Épinal réalise l'un des plus gros transferts de l'histoire du hockey français avec la signature de Bob Gainey. Le 12 juillet 1989, le journal La Liberté de l'Est annonce que la signature de Bob Gainey, capitaine des Canadiens de Montréal, quintuple vainqueur de la Coupe Stanley et quadruple vainqueur du trophée Frank-J.-Selke à Épinal est imminente. Des contacts ont été établis entre les deux parties depuis plusieurs mois et le joueur est venu visiter la ville en compagnie de sa femme. Le 18 juillet, ce même journal annonce que le joueur a officiellement signé. Autre nouvelle officialisée ce jour: la promotion administrative du club au deuxième échelon national. À propos de cette arrivée, Gatien Dumoulin dit en juillet 1989 à La Liberté de l'Est : « voir Gainey à Épinal, c'est comme si vous annonciez que Michel Platini allait signer dans un petit club amateur. Impossible ». Pourtant le président Latour réalise là un tour de force. Gainey, qui souhaite prendre du recul par rapport à la LNH, fait affluer de très nombreux sponsors pour payer son salaire. La municipalité et son maire Philippe Séguin participent pour 1 million de francs. Le club accueille également la télévision canadienne, venue découvrir au plus près le phénomène. Malgré tout, le début de saison est compliqué pour le club qui débute par deux défaites à domicile contre Angers 5-0 et à Chamonix 13-3. 

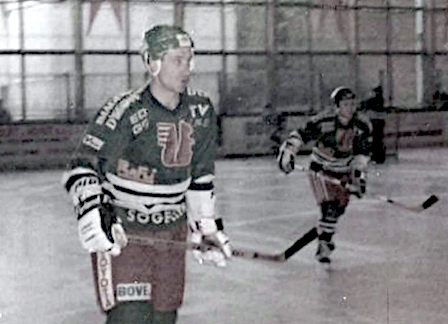
Bob Gainey sous le chandail spinalien.

Bob Gainey qui avait disputé ces deux rencontres en tant que défenseur, reprend son poste habituel en attaque pour emmener son équipe à la 4e place finale, qualificative pour la phase finale. Une phase finale conclut également à la 4e place. Cette phase finale n'offre pas de promotion puisque dès la saison suivante l'Élite devient la Ligue nationale, un championnat à 8 fermé dont l'accession se fait uniquement sur dossier. Cette saison 1989-1990 reste comme une saison pas comme les autres pour Épinal, devenu le centre éphémère du hockey français grâce au passage de Bob Gainey au sein du club. La star repart dès la saison suivante en LNH comme entraîneur en chef des North Stars du Minnesota avec qui il atteint la finale de la Coupe Stanley dès sa première saison sur le banc. Le 16 novembre 2002, Bob Gainey revient pour la première fois à Épinal. Après avoir reçu une standing ovation de la part des spectateurs de Poissompré, dont certains anciens coéquipiers du club, le député-maire Michel Heinrich annonce le futur baptême de la patinoire de Poissompré en patinoire Bob-Gainey.

### Les difficultés financières (1990-1997)

#### Saison 1990-1991
La saison suivante fait rentrer Épinal dans un certain anonymat ce qui n'empêche pas le club de nourrir des ambitions avec un recrutement qui doit lui permettre de jouer les premiers rôles en division 1, le second échelon national. L'équipe enregistre le retour de Jérôme Campiglia et les arrivées du tourangeau Raphaël Marciano, des Briançonnais Alain Pivron et Nicolas Marck ainsi que du Villardien Nicolas Ligeon entraînés par Frédéric Favre. Cependant une péripétie intervient dès le début de cette nouvelle saison : les licences des joueurs n'arrivent pas à temps si bien que la victoire 6-1 contre Anglet, acquise lors de la 7e journée, est annulée et le club perd 5-0 sur tapis vert. Après cet épisode ayant entraîné une menace de boycott d'Épinal, le club trouve son rythme de croisière, emmené par le défenseur tchèque Jan Reindl qui était encore capitaine du HC Sparta Prague et champion de Tchécoslovaquie quelques mois auparavant. Après leurs deux défaites initiales, les Spinaliens ne perdent plus aucun match sur la glace avant la 22e et dernière journée du championnat. Cette série amène l'équipe à la 2e place du classement, à égalité de points avec le leader Viry-Châtillon, en possédant la meilleure défense du championnat. En séries, l'équipe se débarrasse d'Anglet en quarts de finale grâce à un match nul 6-6 à l'aller en Aquitaine puis une victoire 5-2 au retour à Épinal. Les Caennais sont les adversaires de la demi-finale. Après un match nul 9-9 obtenu en Normandie une semaine plus tôt, les deux équipes se retrouvent à égalité 3-3 dans les dernières minutes du match retour. Alors que les prolongations semblent inévitables, Raphaël Marciano gagne un ultime engagement pour remiser derrière sur Alain Pivron dont le tir trompe Gervasoni, le gardien caennais, à 3 secondes de la fin du temps réglementaire devant 1 800 spectateurs. En finale, les Spinaliens perdent ensuite contre le vainqueur de la saison régulière, Viry-Châtillon.

#### Saison 1991-1992

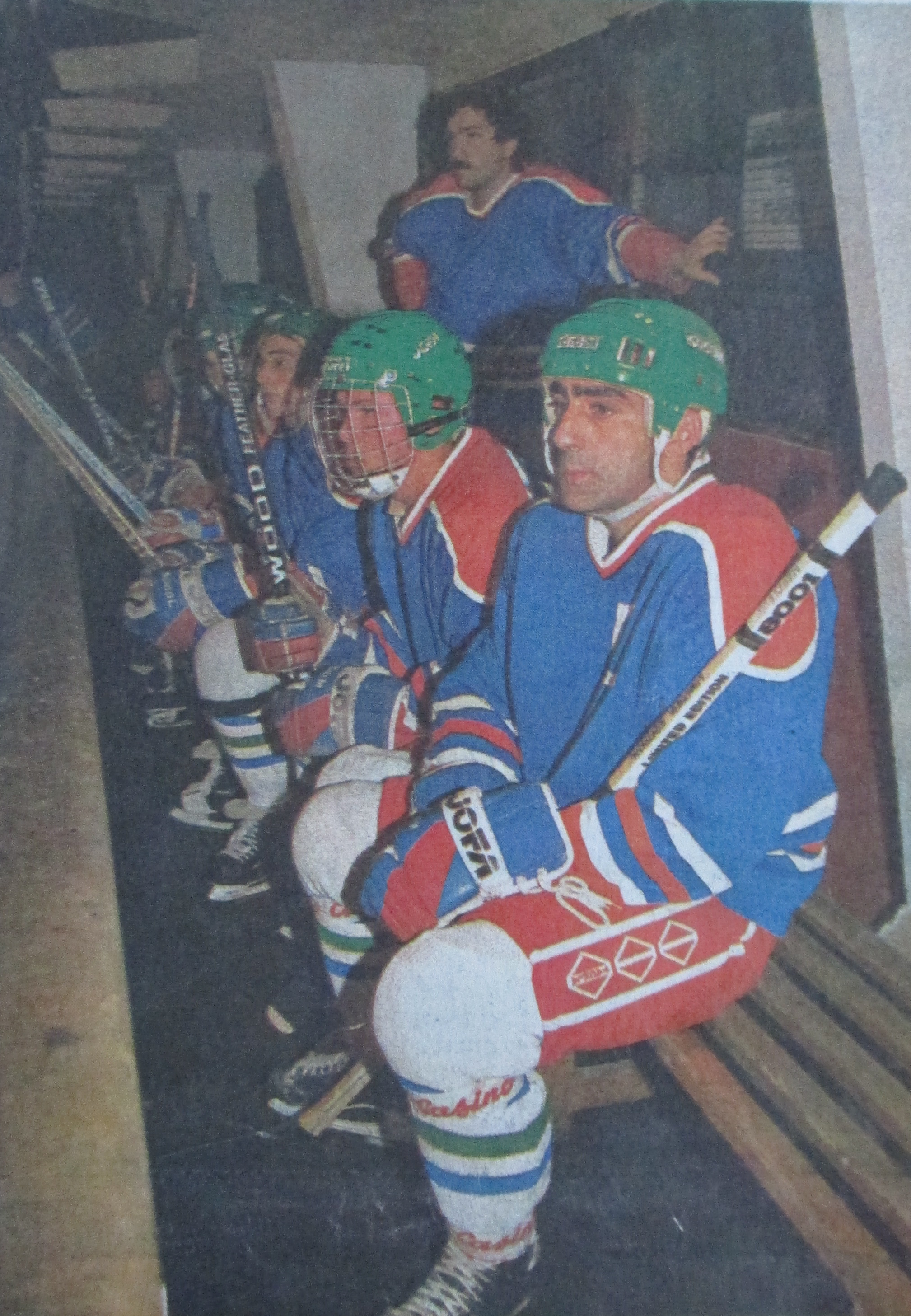
Le banc spinalien lors de la saison 1991-1992.

À la fin de la saison 1990-1991, la Ligue nationale voit les équipes de Grenoble, des Français volants, de Bordeaux et de Tours déposer le bilan et seules 4 équipes survivent : Rouen, Briançon, Reims et Amiens. Pour retrouver une ligue élite à huit clubs, la fédération oblige Viry-Châtillon, Épinal et Clermont-Ferrand à jouer en Ligue nationale alors qu'un quatrième club, Chamonix, est volontaire pour y jouer. La première partie de championnat est compliquée pour les trois « volontaires désignés » : Épinal termine dernier, Viry avant-dernier et Clermont antépénultième. À l'issue de cette première phase, les deux derniers doivent descendre à l'échelon inférieur, la Nationale 1, et les six autres doivent disputer la poule finale. Clermont, déjà en dépôt de bilan, refuse de participer à la poule finale et Viry est contraint de le remplacer. Épinal dispute la deuxième phase de son championnat en Nationale 1 où il termine à la 2e place, juste derrière le grand favori, Bordeaux. À la fin de la saison, le président Robert Cabrit annonce qu'il prévoit de réduire la masse salariale, par précaution. Le député-maire Philippe Séguin se veut également rassurant dans la presse locale : « Le hockey français vit au-dessus de ses moyens et il faut limiter les dépenses. Certes Épinal a des difficultés mais ce n'est rien par rapport à d'autres, et son déficit cumulé est le plus bas de tous. Sans m'immiscer dans les affaires du club, je ne peux donner tort aux dirigeants de vouloir équilibrer recettes et dépenses. » Le club doit malgré tout à nouveau déposer le bilan à l'intersaison 1992.

#### Saison 1992-1993

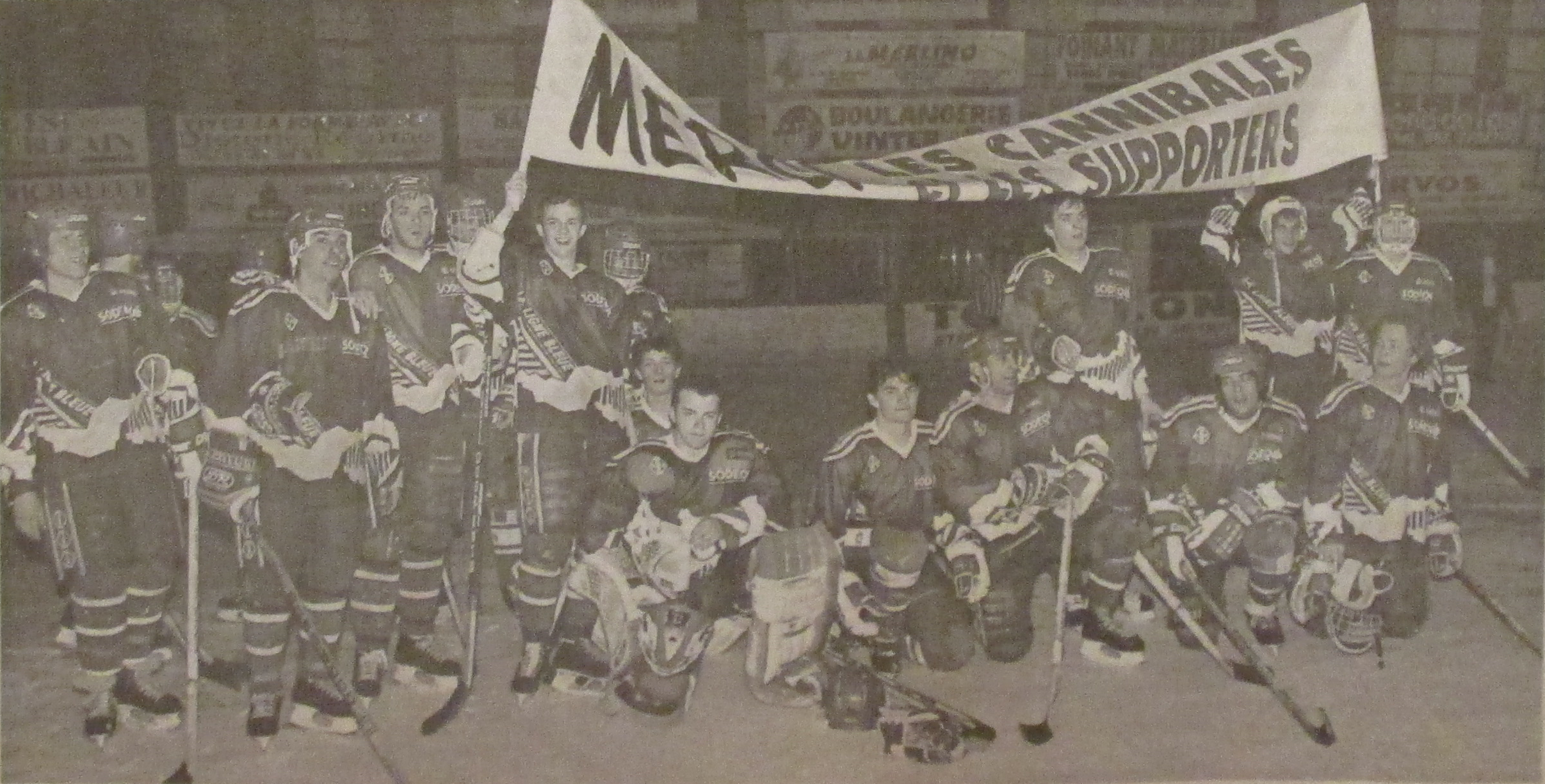
L'équipe 1992-1993 remercie ses supporters en fin de saison.

C'est donc en Nationale 2 qu'Épinal dispute la saison 1992-1993. L'effectif est amoindri par rapport à la saison précédente mais certains cadres sont malgré tout restés au club : Alain Pivron, Raphaël Marciano, Michel Célestin et Jan Reindl. Ceux-ci doivent encadrer, avec l'entraîneur Patrick Mavré, le jeune effectif essentiellement spinalien monté par le nouveau président Jean-Claude Hoff. Le nombre de cadets et juniors spinaliens sélectionnés en équipes nationales atteint des sommets tant le réservoir de jeunes formés par le club est grand. Reversés dans une poule difficile avec deux autres équipes qui viennent de déposer le bilan, Caen et Clermont, et les Albatros de Brest, la jeune équipe finit à la 4e place sur 6 de sa poule de qualifications. En poule de classement, Épinal domine son championnat en compagnie de Clermont qui prend la première place grâce à une meilleure différence de points particulière. La saison est endeuillée par le décès au printemps de l'entraîneur Patrick Mavré qui est alors remplacé par le défenseur Jan Reindl.

#### Saisons 1993-1994 à 1995-1996
La poule des Spinaliens en 1993-1994 est moins relevée et leurs adversaires les plus sérieux sont les Français Volants. Après une première phase conclue juste derrière ces derniers, la montée, encore possible, se joue au dans la dernière minute du dernier match de championnat à Poissompré, face à Lyon où deux lyonnais se télescopent pour offrir le but de la victoire à Alain Pivron. Grâce à la réforme des championnats, les Spinaliens accèdent à la Nationale 1B, deuxième échelon national,. La saison 1994-1995 est celle des paradoxes pour Épinal. Si à domicile les vosgiens sont irrésistibles, il en est tout autre à l'extérieur où rien ne fonctionne. La responsabilité de Jan Reindl, pour sa première saison en tant qu'entraîneur à temps plein, est engagée et il démissionne de son poste en décembre. La poule de maintien est ensuite survolée par les Spinaliens sous l'égide du nouvel entraîneur, le serbe Dušan Ilić. La saison suivante, voit l'arrivée des défenseurs Mike Baumann et Jarkko Laiho et de l'attaquant valenciennois Stanislas Solaux et l'équipe finit la première phase de championnat à la seconde place de la poule Nord-Ouest. Elle est qualifiée pour la poule finale où elle termine la quatrième place. En fin de saison, la fédération décide cependant d'élargir l'Élite et promeut Épinal en Nationale 1A.

#### Saison 1996-1997
Les « Renards » n'étant pas armés financièrement pour ce championnat voient l'effectif s'affaiblir considérablement. Les Spinaliens terminent avec seule victoire et font un match nul. Avec une moyenne de plus de 8 buts encaissés par match, le public déserte Poissompré ce qui diminue encore les recettes et entraîne des retards de salaire. Dans ce contexte, les jeunes obtiennent plus de temps de glace. Après la première phase terminée à la dernière place, Épinal dispute la poule de relégation en compagnie de Lyon, Megève et Gap. Avec 6 défaites en autant de matchs et 56 buts encaissés, l'équipe redescend au deuxième échelon national et évite de justesse un nouveau dépôt de bilan malgré un déficit cumulé estimé à 1,7 million de francs.

### Les Dauphins, le renouveau du hockey spinalien (1997-2003)

#### 1997 à 1999
La saison 1997-1998 est celle de la rupture pour l'équipe. La couleur originelle du club est abandonnée au profit du bleu-blanc-rouge. Le surnom des « Renards » adopté un an plus tôt est également changé, au profit des « Dauphins ». Le nouveau président, Claude Maurice, est décidé à faire d'Épinal un grand club formateur et lance pour cela un Pôle France. Dans ce contexte, la jeunesse arrive donc au pouvoir. L'équipe termine la première phase de championnat à la 5e place et rate la poule finale pour deux points. Les « Dauphins » terminent avant-dernier de la poule de relégation devant les Français Volants. Le club repart pour une introduits campagne en Nationale. Après un début de saison en demi-teinte, Christian Bozon abandonne la charge du coaching au profit de Dušan Ilić. Le club doit à nouveau disputer la poule de relégation qu'il finit à la 3e place et lui permet de disputer une troisième saison en Nationale 1.

#### 1999 à 2001
Alors que la dette du club s'efface progressivement, le président Claude Maurice opère à un changement radical dans la politique du club : le recrutement se tourne vers l'étranger et notamment vers l'Europe de l'Est. Les arrivées en défense des Finlandais Tommi Åkerlund et Rami Carlstedt, du Tchèque Vladimír Domin et du Slovaque Jozef Držík renforce un secteur très critiqué lors des saisons précédentes et l'attaque voit les renforts du finlandais Jussi Haapasaari et du tchèque Tomáš Myšička. Ce recrutement permet au club de réaliser une bonne saison solide terminée à la 4e place synonyme de poule finale. Après un bon début de poule finale les ultimes espoirs de demi-finale s'envolent à Briançon dans un match où le vainqueur prenait la 4e et dernière place qualificative pour la demi-finale. La saison 2000-2001 est donc porteuse d'espoirs dans les Vosges. l'effectif reste stable malgré quelques départs. Le changement principal est à trouver sur le banc de touche où Jan Reindl quitte ses fonctions. Il est alors remplacé par Raphaël Marciano qui devient entraîneur-joueur. Après un début de saison morose, le club profite du dépôt de bilan de Lyon pour se renforcer en recrutant l'Estonien Mihail Kozlov et le Slovaque Radoslav Regenda. Épinal enregistre alors une série de 6 victoires consécutives pour se qualifier pour la poule finale. Une poule où Épinal met fin à une série de 8 défaites consécutives face au rival mulhousien par une victoire 5-4 à domicile puis une deuxième à Mulhouse. La rivalité ne s'arrête pas là les deux équipes s'affrontent en demi-finale. Épinal se déplace pour le match aller sans Mihail Kozlov, appelé en sélection nationale. Haapasaari inscrit un doublé mais doit quitter la glace à la suite d'une charge mulhousienne et Épinal perd 3-2. Le match retour est perdu sur le même score puis le match pour la 3e place est gagné par Saint-Gervais. La carrière de joueur de Raphaël Marciano s'arrête alors après 11 ans et plus de 400 points au club.

#### 2001 à 2003
Lors de la saison 2001-2002 qui voit l'arrivée de deux anciens mulhousiens, Cyrille David et Roman Trebatický, et du Tchèque Karel Kadlec, l'équipe possède la 3e attaque du championnat de Division 1 mais termine à la 5e place. Avec l'absence de Mulhouse, Épinal se trouve un nouveau rival avec le voisin Besançon, entraîné par Alain Pivron qui se solde par deux défaites en championnat 6-2 dans les Vosges puis 4-1 dans le Doubs, ainsi que par une élimination en Coupe de France. Les séries sont l'occasion de nouvelles retrouvailles entre les deux clubs ; Besançon obtient le match nul 5-5 à Épinal en égalisant à 30 secondes de la fin du match puis Épinal en fait de même en infériorité numérique pour obtenir une prolongation en mort-subite. Après une première période de 5 minutes vierge de but et alors que l'arbitre veut procéder à une séance de tirs de pénalités, le président Claude Maurice objecte le règlement et on procède à une seconde période de prolongation. Haapasaari exploite alors un rebond sur un tir de Trebaticky pour qualifier son équipe. Épinal est ensuite éliminé en demi-finale par Dijon puis battu par Tours pour la 3e place. À l'inter-saison Maurice décline l'invitation de la fédération de rejoindre l'Élite dans le nouveau « Super 16 ». Épinal joue à nouveau en Division 1 sans Jozef Držík, Guillaume Chassard et Jussi Haapasaari partis respectivement à Besançon, Mulhouse et Dunkerque. La première phase de championnat au sein de la poule nord, marquée par la visite de Bob Gainey venu assister à la victoire de son ancien club face à Asnières 7-4, est conclue à la deuxième place derrière Strasbourg. En Coupe de France, les Dauphins battent Dunkerque et Dijon pourtant supérieur hiérarchiquement, avant de perdre face à Angers, également membre du Super 16. Lors de la poule finale, Épinal remporte 11 victoires contre 1 nul et 2 défaites et accède à l'Élite du hockey français, 7 ans après l'avoir quitté.

### Installation dans l'Élite (2003-2009)

#### Saison 2003-2004
Après avoir négocié avec la fédération et obtenu une subvention fédérale, le président Claude Maurice estime que son club a les moyens d'intégrer le Super 16 sans risquer un nouveau dépôt de bilan. Le club perd sa vedette Tomáš Myšička et son gardien Rémi Caillou, obligeant les dirigeants à lui trouver un successeur. Celui-ci est Stanislav Petrík, Slovaque et premier gardien non-français de l'histoire du club. Dès son premier match dans l'ambiance survoltée de Poissompré qui accueille ce jour-là le grand rival mulhousien, il démontre toutes ses capacités. L'équipe pâtit d'une improductivité offensive chronique et ne doit son salut qu'à son gardien dont les prouesses « petrikéennes », avec l'aide du « ministre de la défense » Vladimír Domin, tiennent l'équipe à bout de bras. Après une première phase dans la poule est conclue à une prometteuse 5e place, devancé par Villard à la différence de but particulière (défaite 3-2 a.p à Épinal, match nul 3-3 a.p au retour à Villard), les « Dauphins » doivent passer par la poule de relégation. Le maintien est assuré par deux victoires face à Dunkerque (5-3 à Dunkerque et 5-3 à Épinal).

#### Saison 2004-2005
Le départ de Vladimír Domin à l'inter-saison et le mauvais recrutement font passer le club par une saison régulière noire où, malgré l'aide de Steve Gainey, fils de Bob et venu trouver du temps de jeu pendant le lock-out NHL, Épinal ne gagne que 4 fois pour 1 nul et 23 défaites. Le manque de caractère, voire de professionnalisme de l'équipe (à l'image de l'ancienne gloire Mikhaïl Kozlov licencié au printemps pour ivresse sur la voie publique). Christophe Ribanelli tente de pousser un coup de gueule d'un match à Dunkerque en refusant de remonter sur la glace pour le troisième tiers-temps, sans effet. L'entraîneur Raphaël Marciano est une des victimes de cette saison et laisse sa place au nouveau retour de Jan Reindl. Dernier du championnat, Épinal se voit contraint de repasser par la poule de maintien, en compagnie de Clermont et Dunkerque. Après avoir obtenu le nul 2-2 a.p. à Clermont et après avoir perdu deux fois contre Dunkerque (4-1 dans les Vosges puis 3-2 dans le Nord, les Dauphins obtiennent leur maintien en s'imposant 6-3 dans un dernier match contre Clermont à Poissompré. Parallèlement, sous l'impulsion de Djamel Bouhadouf, une structure amateur indépendante du club se créer pour permettre aux remplaçants de disposer d'un temps de jeu en Division 3 mais aussi aux jeunes de profiter d'un environnement où ils ne sont plus dénigrés.

#### Saison 2005-2006
Les dépôts de bilan de Mulhouse et Tours obligent la fédération à refonder le championnat Élite en le faisant passer à 14 clubs sous le nouveau nom de Ligue Magnus. Profitant de ces dépôts de bilan, Épinal attire le Slovaque Ján Plch qui venait juste de signer en faveur des « Scorpions » mais également Ján Šimko et Ľubomír Duda, arrivant de Tours et Luc Mazerolle Lionel Simon (premier joueur de champ français recruté depuis 2001) débarquant de Clermont. Le Suédois Joakim Nilsson prend place sur le banc alors que le capitaine Frédéric Dehaëne quitte l'effectif. Le club voit également le retour de l'ancien chouchou de Poissompré Jussi Haapasaari. Fort de ce recrutement, Épinal réalise une saison régulière achevée à la 11e place lui permettant de découvrir, pour la première fois de son histoire, les play-offs de l'Élite. Une découverte qui se fait à Poissompré face aux Pingouins de Morzine-Avoriaz. Après avoir pourtant ouvert du score par Roman Trebaticky, les Dauphins se retrouvent menés 4-2. C'est alors le moment choisi par Jussi Haapasaari pour inscrire un triplé et donner la victoire aux siens. La victoire 5-2 dans les Alpes qualifiera l'ICE pour les quarts de finale. Des quarts de finale où Épinal affronte Amiens. Après un premier match arraché par les « Gothiques » grâce à l'égalisation de Laurent Gras à 1 minute et 13 secondes du terme de la rencontre et au but décisif de ce même Laurent Gras 14 secondes à peine après le début des prolongations, les Spinaliens subissent à nouveau la loi des Picards lors du deuxième match (défaite 5-1). Le troisième match, disputé cette fois à Poissompré, voit à nouveau Amiens l'emporter en prolongation (4-3) et éliminer les Vosgiens. Ce match est le dernier sous le maillot spinalien de Roman Trebaticky.

#### Saison 2006-2007

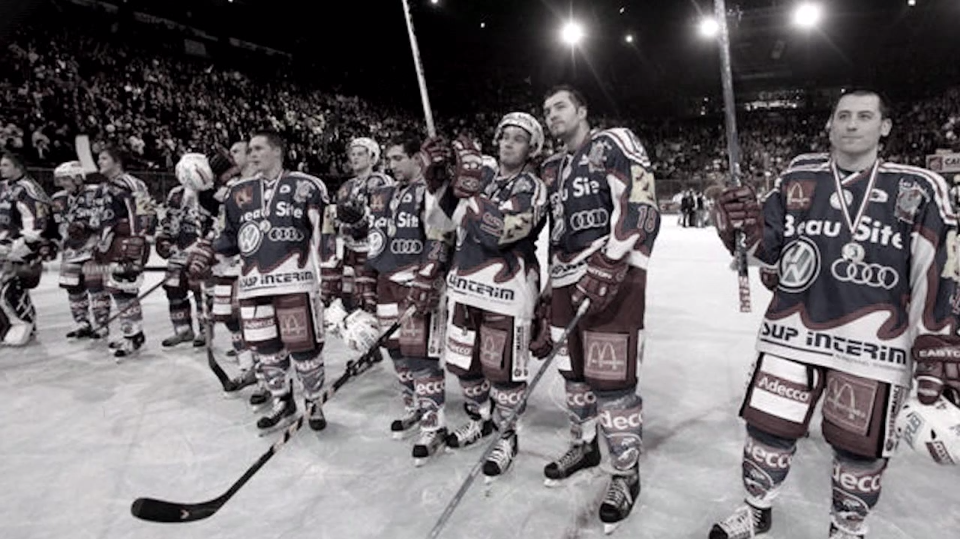
Finale de la Coupe de France 2007 à Bercy.

Pour le remplacer et compléter la ligne de la nouvelle star Ján Plch et de Ján Šimko, Épinal recrute le centre tchèque Michal Petrák qui accompagne son compatriote, l'autre recrue phare de cette intersaison, le défenseur Jan Boháček. La saison 2006-2007 marque une très légère progression au niveau du classement de la saison régulière puisque le club finit 10e avant de se finir éliminer en 2 petits matchs lors des play-offs par Chamonix (3-2 a.p. à Épinal et 4-2 à Chamonix. Cependant cette saison est toutefois marquée par un formidable parcours en Coupe de France qui voit les Dauphins disputer la première finale de cette compétition au Palais omnisports de Paris-Bercy devant une affluence record de 12 215 spectateurs. Les Spinaliens doivent cependant s'incliner face aux Ducs d'Angers sur le score de 4-1.

#### Saison 2007-2008
L'intersaison suivante voit revenir Shawn Allard au club, au poste d'entraîneur-joueur en remplacement du suisse Pierre-Yves Eisenring. L'arrivée du Finlandais Ilpo Salmivirta et du Canadien Stéphane Gervais dynamite le power play spinalien. Après un début de saison prometteur, la belle dynamique vosgienne est cassée par la blessure du maître à jouer Ján Plch lors de la réception des Dragons de Rouen à Poissompré au soir de la 19e journée de championnat (défaite 5-1. Le retour de l’ailier slovaque redonne un nouvel élan aux Dauphins qui finissent la saison régulière en progressant encore d'un rang au classement final, à la 9e place. Le premier tour des play-offs s'annonce prometteur pour les Spinaliens grâce au retour en grande forme de Plch et Petrík. Malheureusement, le dernier rempart de la défense se blesse à la veille du premier match de la série contre Dijon. Le back-up Franck Constantin est alors propulsé dans l'arène au moment le plus décisif de la saison. Le premier match de la série est perdu à Poissompré 5-4 malgré une belle remontée (Épinal était mené 5-1 au début du troisième tiers-temps). Le second match, en Bourgogne, fut également perdu (4-2) et les Spinaliens furent éliminés sans avoir eu vraiment leurs chances à cause de la blessure de leur gardien.

#### Saison 2008-2009
L'effectif pour la saison suivante reste stable malgré quelques ajustements pour stabiliser l'équipe avec notamment le Suédois Alexander Sundqvist et le gardien finlandais Eero Väre venu pour installer une concurrence avec Petrík. La saison se révèle excellente pour les « Dauphins » avec des quarts de finale dans les deux coupes et une excellente sixième place au terme de la saison régulière, correspondant au meilleur résultat jamais enregistré par le club. Cette 6e place donne l'avantage de la glace au premier tour des play-offs contre Chamonix. Un avantage dont tireront profit les joueurs de Shawn Allard en s'imposant à deux reprises sur leur glace de Poissompré (8-5 puis 6-3) après avoir perdu au pied du Mont-Blanc (5-2). La belle saison spinalienne prendra fin en quarts de finale contre Rouen avec une série perdu 3 manches à 0 (6-3 et 7-1 à l'Ile Lacroix, 4-1 à Poissompré).

### Fermeture de la patinoire (2009-2011)[102],[103],[104]

#### Saison 2009-2010
La belle saison de l'ICE engendra une vague de départs dont ceux de Stéphane Gervais pour Briançon et de Ilpo Salmivirta pour Rouen et de l'emblématique entraîneur Shawn Allard. Pour le remplacer, les dirigeants font confiance au Suédois Tommy Anderson. Jussi Haapasaari fait quant à lui un nouveau retour dans la Cité des Images. Alors que le début de championnat était compliqué (4 défaites consécutives), la communauté de communes Épinal-Golbey prit la décision de fermer définitivement la patinoire de Poissompré. En effet, un diagnostic d'un bureau d'études indiqua que la charpente intérieure menaçait de s'effondrer à tout moment. Une structure provisoire de 500 places fut mise en place afin que les sports de glisse ne disparaissent pas de la Cité des Images dès la mi-novembre 2009. Le début de saison virait au cauchemar lorsque et, à l'heure de la trêve internationale de novembre, les « Dauphins » étaient bons derniers du classement en comptant 7 défaites en 7 matchs. L'entraîneur Tommy Andersson fut limogé et remplacé par l'Italo-Canadien Santino Pellegrino qui eut la mission d'obtenir le maintien en fin de saison. Quatre mois plus tard, le pari de maintenir Épinal en Ligue Magnus fut gagné par le nouvel entraîneur. Pour beaucoup les « Dauphins » accédaient miraculeusement aux play-offs où ils auraient à rencontrer Grenoble au premier tour. Malgré le redressement spectaculaire opéré en saison régulière, les Spinaliens ne purent rien faire face aux Grenoblois qui se qualifièrent en reportant la série 2 matchs à 0 (3-1 à Épinal puis 4-1 à Grenoble).

#### Saison 2010-2011
Pour entamer la saison 2010-2011, les dirigeants spinaliens firent confiance au sauveur Santino Pellegrino. Comme pour tenter un symbole, Stéphane Gervais fit son retour, après avoir tenté en vain de s'imposer à Briançon alors que Stanislav Petrik fit ses bagages pour le Kazakhstan, remplacé devant le filet par le drafté NHL Loïc Lacasse. Devant, le club recruta le Canadien Maxime Boisclair afin de muscler l'attaque. Devant toujours évoluer dans le « hangar » de la patinoire provisoire, appelé aussi « Poissompré bis », cette équipe des « Dauphins » fut capable à la fois de battre les cadors du championnat (Amiens, Rouen, Grenoble et Angers sont tombés cette saison-là contre Épinal) mais capable aussi de piètres performances comme la déroute subie à Rouen avec une défaite 17-4, la plus importante depuis le début de l'ère du président Maurice. L'équipe terminera sur une inespérée 6e place à la fin de la saison régulière avec 33 points, nouveau record du club. Alors qu'Épinal pouvait prétendre à des play-offs tout aussi réussis, l'ICE fut sortie au premier tour par Strasbourg 2 manches à 1 (défaite 4-1 à Strasbourg puis victoire 3-2 à Épinal et défaite 2-0 à Épinal). La saison spinalienne prenait fin brutalement. Tout comme l'histoire de l'ICE dans la patinoire provisoire.

### Le renouveau de la patinoire (2011-2014)

#### Saison 2011-2012
La nouvelle enceinte est inaugurée le 4 septembre 2011 par le député-maire d’Épinal Michel Heinrich et le maire de Golbey Jean Alémani, en présence du préfet des Vosges Dominique Sorain et du sénateur Jackie Pierre. Les « Dauphins » prennent donc possession de leur nouvel instrument de travail au début de la saison 2011-2012. Misant sur la continuité dans l'effectif avec l'apport du centre canadien Toby Lafrance et de Chad Lacasse, frère de Loic, le gardien de l'équipe. Cependant cet effectif ne réussit pas à faire aussi bien que la saison précédente et conclut la saison régulière à la 10e position. Au premier tour des play-offs, les « Dauphins » affrontent des Brûleurs de loups de Grenoble. S'inclinant de peu sur le score de 5-3 lors du premier match à Pôle Sud lors du match 1, puis sur le même score le lendemain lors du deuxième match,, les Spinaliens se retrouvent dos au mur. L'espoir de la qualification est entretenu lors du match suivant grâce à une victoire 4-3. Le quatrième match est l'occasion pour les « Dauphins » d'offrir un cinquième match à leurs supporters grâce à une victoire 6-2 devant un public nombreux dans le nouveau Poissompré,. Dans la Patinoire Polesud de Grenoble, avec une défense réduite avec seulement 4 joueurs valides, les Spinaliens, emmenés par leur capitaine Fabien Leroy, arrachent la prolongation à quelques minutes de la fin avant de perdre durant la séance des tirs au but,.

#### Saison 2012-2013
Santino Pellegrino reste l'entraîneur de l'équipe. Après un début de saison où le club occupe pour la première fois de son histoire la première place du championnat Élite et obtenant sa qualification pour les quarts de finale de la Coupe de la Ligue, les résultats se dégradent à partir de fin octobre. Ceci conduit à la démission de l'entraîneur Santino Pellegrino au cœur de l'hiver et son remplacement par le Germano-Canadien Alex Stein pour la fin de saison.
Malgré l'apport de ce dernier, l'équipe termine 12e de la saison régulière et obtient sa place en séries éliminatoires de justesse. Après avoir éliminé le voisin dijonnais, les Dauphins éliminent Chamonix en quarts de finale pour accéder pour la première fois de leur histoire aux demi-finales du championnat Élite. L'aventure spinalienne s'arrête à ce stade de la compétition, les Vosgiens sont éliminés par les 1ers de la saison régulière, les Ducs d'Angers.
Gabriel Girard et Danick Bouchard (auteur de 10 buts et 12 assistances en 11 matchs) sont élus dans l'équipe-type des séries de la Ligue Magnus.

#### Saison 2013-2014
À la suite de la non-reconduction de l'entraîneur Alexander Stein, le club engage le Canadien Claude Bouchard pour le remplacer sur le banc de l'équipe.
Alors que la reconstruction de l'équipe est quasiment terminée après une vague de départs importants, la CNSCG invalide les comptes du club au cœur de l'été. Cette sanction provoque le départ du nouvel entraîneur ainsi que de la recrue Sébastien Bisaillon. La participation du club est finalement validée quelques semaines plus tard après la signature d'un contrat d'objectif financier l'obligeant à réaliser un bénéfice de 121 000 € au cours de la saison.
L'équipe termine finalement la saison régulière du championnat à la 8e place avant d'être sortie au premier tour des séries éliminatoires par les Chamois de Chamonix en perdant la série 3 matchs à 0. Auparavant les Dauphins avaient été éliminés en quarts de finale des deux coupes nationales par les Ducs d'Angers.
À l'issue de la saison, les dirigeants annoncent que l'objectif de réaliser un bénéfice de 121 000 € est réussi avec une bénéfice total de 131 000 €.

### Les Gamyo (2014-2018)

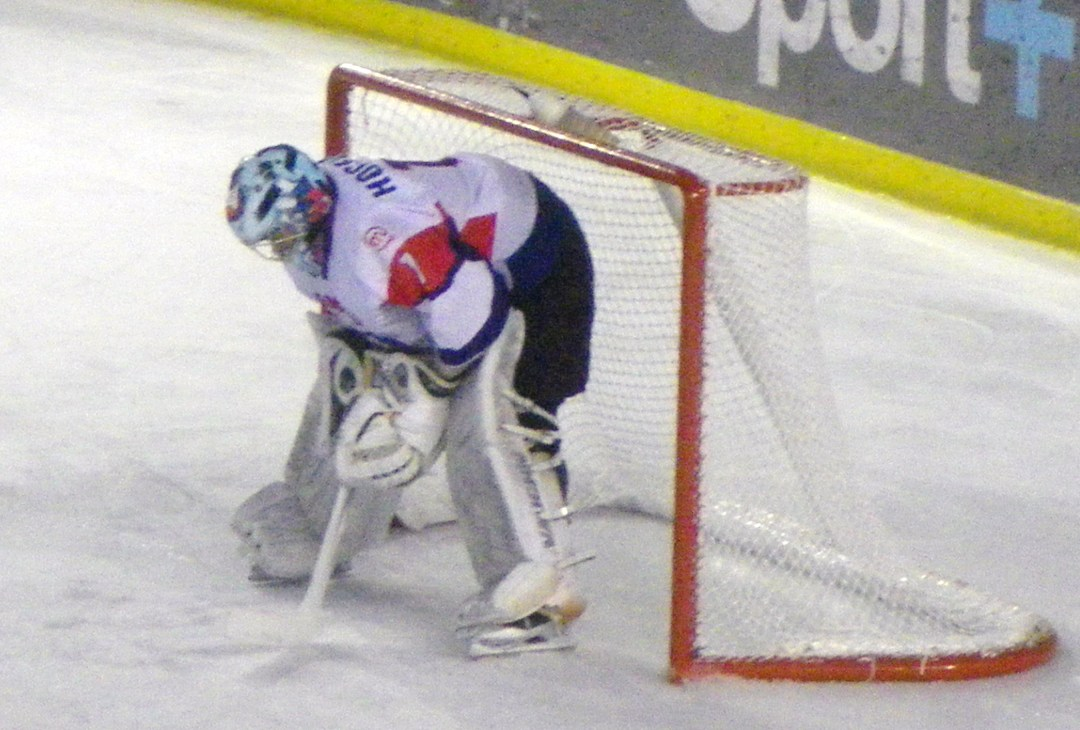
Andrej Hočevar

Lors d'une soirée de la présentation de la saison 2014-2015 organisée le 4 juillet 2014, les dirigeants annoncent un changement radical ; le nom du club est abandonné au profit d'un nouveau nom issu d'un Parrainage : les Gamyo Épinal. Les couleurs changent également passant du bleu et blanc au orange, blanc et noir. Un nouveau logo est également introduit.

#### Saison 2014-2015
L'entraîneur aurait dû initialement être l'américain Dan Brooks mais celui-ci fait volte-face en signant un contrat à Berne. Le club engage alors l'un des grands noms du hockey français : Philippe Bozon, premier français à avoir joué en LNH.
Les Gamyo terminent 8e de la saison régulière. Ils sont éliminés en demi-finale de Coupe de la Ligue face à Grenoble et en quarts de finale de Coupe de France face à Rouen. En séries éliminatoires du championnat, ils éliminent successivement Strasbourg 3-2, Rouen 3-1, Angers 3-2 mais s'inclinent en finale face à Gap 4-3 après avoir mené 3-1.
À l'issue de ces séries éliminatoires, le défenseur Maxime Moisand et l'attaquant Grégory Beron sont nommés dans la première équipe-type des séries tandis que le gardien Andrej Hocevar, le défenseur Vojtech Kloz et l'attaquant Jan Plch sont nommés dans la seconde équipe-type.

#### Saison 2015-2016
Le 5 mai à l'occasion du match entre l'Équipe de France et l'Autriche comptant pour le Championnat du monde, l'entraîneur Philippe Bozon, qui commente les matchs pour la chaîne télévisée Sport+, annonce en direct à l'antenne qu'il ne sera plus l'entraîneur d'Épinal, invoquant des « objectifs sportifs personnels et du club qui ne correspondent pas ». Lors d'une conférence de presse organisée le 14 mai, le club annonce la nomination de Stéphane Barin au poste d'entraîneur en chef. Malgré son statut de vice-champion de France en titre, l'été est compliqué pour le club. En effet un bras de fer s'engage avec la Fédération Française Hockey sur Glace (FFHG) et son instance financière, la Commission Nationale de Suivi, de Contrôle et de Gestion (CNSCG). Après un premier budget invalidé, la CNSCG accepte de valider un budget modifié mais seulement sous des conditions très strictes. Incapables de remplir ces conditions, les dirigeants se tournent vers le Comité Nationale Olympique du Sport Français (CNOSF) pour une conciliation. Celle-ci aboutit finalement à la validation du budget du club le 19 août. L'équipe peut donc disputer une nouvelle saison en Ligue Magnus mais avec une pénalité de 3 points. La saison régulière se révèle être une grande réussite, dans la lignée des play-offs de la saison précédente. Emmenée par son gardien slovène Andrej Hocevar, l'équipe réalise la meilleure performance historique de l'histoire du club avec le meilleur bilan du championnat mais seulement une deuxième place, conséquence directe de la sanction estivale, à seulement deux points du leader, Gap. Après cette première phase historique, le club se défait des Gothiques d'Amiens en quarts de finale (4-1) et retrouve les Ducs d'Angers au tour suivant. Il s'agit là de la troisième participation du club aux demi-finale, à chaque fois contre cette équipe angevine. Après un mano à mano durant toute la série, Épinal mène 3 victoires à 2. Cependant, les Ducs réussissent à s'imposer aux tirs au but lors du match 6. Le match 7 se déroule alors à Poissompré, là où seul Brest a réussi à s'imposer cette saison. Alors que Julseth-White semble donner la victoire aux angevins à 1min38 de la fin du match, une double supériorité numérique est sifflée en faveur des Gamyo qui évoluent à 6 joueurs contre 3 après avoir sorti leur gardien. À deux secondes du buzzer final, Anze Kuralt égalise et envoie les deux équipes dans une nouvelle prolongation. Le match, et la série, se termine ensuite aux tirs au but. Les trois joueurs spinaliens butent alors sur le gardien angevin. La saison se termine alors dans l'émotion du public spinalien pour le dernier match professionnel de la carrière du meilleur pointeur de l'histoire du club, le quadragénaire slovaque Jan Plch. À l'issue de la saison, Andrej Hocevar est élu meilleur gardien de Ligue Magnus et Stéphane Barin meilleur entraîneur.

#### Saison 2016-2017
Durant l'été, la structure gérant l'équipe première devient totalement professionnelle avec la création d'une Société Anonyme Sportive Professionnelle (SASP). Ce changement de statut entraîne également un changement de présidence: Romain Casolari, patron du studio Gamyo, principal partenaire privé du club, prend officiellement la succession de Claude Maurice après 19 ans à la tête du club, dont 13 en Ligue Magnus.
Alors que le club sort de la meilleure saison de son histoire, le début de saison 2016-2017 est beaucoup plus laborieux. Stéphane Barin, pourtant élu meilleur entraîneur de Ligue Magnus la saison précédente, est remercié en novembre par le président Casolari qui confie le rôle d'entraîneur en chef à Brad Gratton qui devient ainsi le troisième entraîneur en deux ans et demi sous le nom Gamyo. Pour autant les résultats de l'équipe ne s'améliore pas de manière sensible. Pour la première saison à 44 matchs de la Ligue Magnus, le Gamyo termine à la 8e et dernière place qualificative pour les séries éliminatoires. L'équipe doit donc affronter la meilleure équipe de saison régulière, les Rapaces de Gap de Luciano Basile. L'affrontement tourne totalement à l'avantage des haut-alpins qui balaye les spinaliens 4 manches à 0.
En parallèle, le club trouve un accord avec la Ville d'Épinal et la Communauté d'Agglomération d'Épinal (propriétaire de la patinoire) afin de mener à bien un projet d'extension de Poissompré. En effet, le club ne peut satisfaire l'ensemble des demandes d'entrées aux matchs depuis plusieurs saisons, le taux de remplissage étant proche de 100%. Les travaux d'agrandissement débute au cours de la saison pour offrir finalement 870 places supplémentaires (portant ainsi la capacité totale à 2516 places soit la septième plus grande de France à ce moment là), 12 loges privatives, de nouveaux espaces de réceptions, une boutique, une salle de musculation et deux nouveaux vestiaires répondant aux plus hauts standards internationaux.

#### Saison 2017-2018
Malgré des rumeurs de nouveaux problèmes financiers, le club est validé par les instances dirigeantes du hockey français pour une nouvelle saison en Ligue Magnus, la 15e consécutive. Après une saison jugée décevante, le président Romain Casolari et l'entraîneur Brad Gratton décident de renouveler en profondeur l'effectif avec, notamment, le départ de joueurs encore sous contrat (Vojtech Kloz, Tomas Kloucek, Dannick Bouchard) auprès desquels le club s'engage à racheter les dernières années de contrat. Cependant, ces changements n'ont pas l'effet escompté et les résultats sont moins bons que la saison précédente. De plus, des rumeurs de problèmes financiers s'ébruitent de plus en plus tout au long de la saison. L'équipe termine finalement dixième de la saison régulière, le pire résultat du club depuis cinq ans, et doit donc disputer la poule de relégation. Le maintien est très vite assuré grâce à la formule de cette poule de relégation qui conserve les points acquis en saison régulière. Si une seizième saison consécutive en Ligue Magnus est acquise sportivement, la fin de saison marque le début des révélations sur le volet financier. Les langues se délient et la presse dévoile que plusieurs procès aux prud'hommes ont été intentés par d'anciens salariés qui réclament des sommes impayées (Anthony Maurice, Stéphane Barin, Dominik Fujerik), la brasserie du club se retrouve obligé de fermer faute d'argent avec de nombreuses factures et des salaires impayés. C'est ensuite au tour des fournisseurs, des joueurs et des autres salariés du club ainsi que des hôteliers et restaurateurs partout en France, de dévoiler les nombreux retards de paiement. Le président demande alors le placement en redressement judiciaire de la SASP dont les dettes sont alors estimées à 400 000 € par la presse régionale. Fin avril, alors que le président a déclaré au juge du tribunal de commerce ne pas vouloir remettre d'argent dans le club, la SASP Gamyo Epinal est officiellement placée en liquidation judiciaire. Les dettes sont alors estimées à 1 400 000 €, soit l'équivalent du budget annuel du club. Cette décision entraîne la fin du hockey sur glace professionnel à Épinal, le hockey mineur, qui engage une équipe senior en Division 3, restant la seule entité juridique à proposer du hockey sur glace dans la cité.

### Épinal Hockey Club (2018-2022)
Le 26 avril 2018, à la suite de difficultés financières, la section professionnelle est placée en liquidation judiciaire et dissoute. Afin de se protéger et d'établir un bilan financier complet, l'association gérant le hockey mineur décide de demander à être placée en redressement judiciaire auprès du tribunal de commerce d'Épinal. Début juillet 2018, le comité directeur dévoile le nouveau nom et les nouvelles couleurs du club. Celles-ci renouent avec les origines du club puisque la couleur dominantes choisie est le vert, comme c'était le cas avant 1997. Sportivement, l'équipe réserve évoluant en Division 3 devient la nouvelle équipe fanion.

#### Saison 2018-2019
Existant depuis 2004 (avec une pause d'une saison en 2014-2015), l'équipe réserve du club devient donc l'équipe première à partir de l'été 2018. Depuis son retour en Division 3 en 2015, cette équipe est emmenée par d'anciens joueurs ayant évolué en équipe professionnelle quelques années auparavant. On y retrouve ainsi entre autres Guillaume Chassard, Guillaume Papelier, Kévin Pernot, Kévin Benchabane, Pierre Mauffrey, Nicolas Ravel mais également l'idole spinalienne, le slovaque Jan Plch, entraîneur-joueur de l'équipe,. Fort de ce contingent d'anciens professionnels, l'équipe enchaîne les très bons résultats, à l'ombre de l'équipe engagée en Ligue Magnus. C'est ainsi que l'équipe ne s'incline que 6 fois entre 2016 et 2018, devenant même vice-championne de France de Division 3 en 2017, synonyme de montée (finalement refusée pour raisons économiques) en Division 2.
L'objectif annoncé est très clair: la montée directe en Division 2. Pour cela, le club ne se renforce qu'en novembre avec l'arrivée du défenseur ukrainien Alexander Vlad. De l'effectif professionnel, seul l'attaquant formé au club Anthony Rapenne décide de rester. Par la suite, le défenseur Martin Charpentier rompt d'un commun accord le contrat qui le liait avec le club de Division 1 de La Roche-sur-Yon à cause de blessures récurrentes et décide de s'engager avec son club formateur après sa convalescence.
La saison est ainsi survolée par l'équipe spinalienne, auteure de 22 succès et 1 nul (1-1 à Reims en match d'interclassement aller) en 23 matchs, 232 buts marqués et 46 encaissés. Anthony Rapenne devient le meilleur pointeur sur une saison de l'histoire de la Division 3 avec 110 points (phases finales comprises) alors que 5 joueurs spinaliens terminent dans le Top10 des meilleurs pointeurs de la saison. Ainsi, l'objectif de montée en Division 2 est acquis relativement facilement. Au-delà de la réussite sportive, cette saison est également une réussite populaire et financière. La ferveur du public spinalien demeure présente et le club réalise deux records notables avec la moyenne de spectateurs sur la saison la plus importante (2148) et la plus grosse affluence sur un match (2516). Le carré final organisé à domicile à la patinoire de Poissompré attire 8000 spectateurs en trois jours, permettant à l'équipe d'être sacrée championne de France de D3 devant une patinoire à guichets fermés.
Administrativement, le club sort le 24 mai d'une période d'observation d'une durée de 12 mois par le tribunal de commerce d'Épinal. Cette période a permis d'établir définitivement le montant des dettes de l'association à la suite des difficultés financières de la période Gamyo. Le club se voit autorisé à étaler le remboursement de ses 130 000 € de dettes sur une période de 8 ans, soit 16 000 € par an.

#### Saison 2019-2020
Après une saison quasi parfaite et un titre de champion de France de Division 3, l'EHC est promu sportivement en Division 2 pour la saison 2019-2020. 10 joueurs ne suivent pas l'équipe et se désengage de l'équipe première à l'intersaison. Parmi eux, le gardien remplaçant Pierre Mauffrey, le défenseur Alexander Vlad et le meilleur joueur de Division 3 la saison précédente, Anthony Rapenne.
Souhaitant continuer à jouer les premiers rôles, le comité directeur base son recrutement sur deux principes: le retour au club de joueurs formés au club (Maxime Martin (Tours), Anthony Pernot (Châlons)) et le renfort de joueurs présentant de solides références en Division 2 (Tomas Janci (Châlons), Nicolas Gaspar (Evry-Viry), Thomas Mathieu (Colmar)). Afin de parachever ce recrutement, le club recrute un gardien d'expérience, ayant joué en KHL: Sergei Khoroshun (Cholet, D1) mais également un joueur arrivant de Ligue Magnus et bien connu du public spinalien, le slovaque Dominik Fujerik (Strasbourg), spinalien entre 2015 et 2017.
Dès son entrée en matière, l'EHC pose les bases de sa saison avec deux victoires 8-1 à Wasquehal et 15-0 face à Châlons pour la première à Poissompré. Malgré la concurrence de Meudon, qui a annoncé son ambition de montée en Division 1 à l'issue de la saison et qui a recruté 9 joueurs étrangers pour y arriver, les spinaliens dominent largement la poule A de Division 2 avec 16 victoires dans le temps réglementaire et seulement deux défaites aux tirs au but : 4-3 face à Rouen 2 et 2-1 face aux Français Volants.
Les play-offs débutent de la même manière pour l'EHC qui élimine Vaujany au premier tour en deux matchs (victoires 5-3 puis 5-2). Le deuxième tour est annoncé plus compliqué face à Courchevel-Méribel-Pralognan, vice-champion de France de D2 en titre. Mais deux victoires (3-1 et 5-4) qualifient les spinaliens pour la demi-finale face aux Ours de Villard-de-Lans. Alors que rien ne semble pouvoir empêcher l'équipe de conquérir un nouveau titre et la promotion en D1, la pandémie de Covid-19 frappe l'Europe après avoir débuté en Chine. Celle-ci provoque l'arrêt de l'ensemble des compétitions sportives en France et le 16 mars, la FFHG décide d'annuler la fin de saison, de n'attribuer aucun titre et de ne procéder à aucune relégation. Épinal, présentant le meilleur bilan en saison régulière, monte en division 1 pour la saison 2020-2021.

### Les Wildcats d'Épinal (depuis 2022)
Le 20 mai 2022, le club annonce un nouveau changement d'identité avec un nouveau logo et un nouveau surnom : les Wildcats d'Épinal.

## Équipes liées à Épinal

### Hockey mineur
Créé en 1997 afin de protéger le hockey mineur spinalien de problèmes financiers rencontrés par l'équipe professionnelle, l'Image Club d'Épinal amateurs (ICEA) est le club chargé de la formation des jeunes et de la gestion des équipes seniors amateurs. En 2015 le hockey mineur abandonne à son tour le nom Dauphins d'Épinal pour devenir la Gamyo Academy, tout en adoptant les couleurs déjà portées par l'équipe professionnelle. À la suite de la liquidation judiciaire de l'équipe première en 2018, le hockey mineur devient la seule entité juridique en activité. Les dirigeants changent à nouveau de nom et de couleurs pour devenir le Épinal Hockey Club (EHC) aux couleurs verte et noire. Le hockey mineur spinalien forme des jeunes joueurs des catégories U7 à U20 et permet la pratique du hockey sur glace loisirs aux adultes.

### Équipe réserve
L'engagement d'une seconde équipe réserve senior spinalienne en Championnat de France fut épisodique dans l'histoire du hockey à Épinal. En 2004, sous l'impulsion de Djamel Bouhadouf et de Nicolas Martin et après sept ans d'inactivité, une équipe réserve est relancée. Active jusqu'en 2014, elle obtient dans un premier temps des résultats mitigés. Mais elle se renforce en 2012 et elle voit ses résultats s'améliorer. C'est ainsi que lors de la saison 2013-2014, les amateurs spinaliens se hissent jusqu'au carré final de Division 3 grâce notamment à leur capitaine Guillaume Chassard qui finit meilleur pointeur du championnat et des séries éliminatoires. À l'été 2014, faute de joueurs, l'équipe réserve est obligée de cesser ses activités. Toutefois, elle reprend vie seulement un an plus tard, sous l'impulsion d'une nouvelle génération de joueurs. Après une saison 2015-2016 quelconque, elle profite du renfort de néo-retraité de l'équipe professionnelle Jan Plch pour se hisser à nouveau jusqu'au carré final de Division 3, conclu cette fois à la deuxième place. Synonyme de montée sportive, le club préfère refuser la promotion et demeurer en D3. Après une nouvelle très bonne saison régulière 2017-2018 (13 victoires pour 3 défaites), l'équipe croise la route de Morzine-Avoriaz dès les quarts de finale. Grand favoris du championnat et auteurs d'une phase régulière parfaite (16 victoires dans le temps réglementaire), les Pingouins éliminent assez facilement les Spinaliens.
À la suite de la liquidation de l'équipe professionnelle, elle prend la place d'équipe première du club à compter de la saison 2018.

### Phenix de Reims
Entre 2013 et 2015, le hockey spinalien s'est associé avec le club de Reims pour permettre à ses joueurs de bénéficier des structures rémoises et de gagner du temps de jeu tout en renforçant les équipes rémoises. C'est le cas pour Martin Charpentier, Maxime Martin ou encore Kevin Pernot,.

### Red Dogs d'Amnéville
Afin de régler des soucis d'effectifs dans certaines catégories, les deux clubs s'associent depuis plusieurs années afin de permettre l'engagement en championnat d'équipes de jeunes constituées de joueurs venant des deux clubs. À l'été 2014 et à la suite de l'arrêt de l'engagement d'une équipe en Division 3 à Épinal, cet accord évolue et des joueurs spinaliens vont renforcer l'équipe senior amnévilloise évoluant en Division 2.

### Graoully de Metz
À l'été 2019, à la suite de l'accession en Division 2 de l'équipe première, le club signe une convention d'association avec le Metz Hockey Club afin que les jeunes U20 puissent bénéficier de temps de jeu au sein de l'équipe première messine qui évolue en Division 3. Trois joueurs profitent de cette association dès la première saison : le gardien Tristan Thévenot et les attaquants Axel Berger et Victor Breton.

## Rivalités

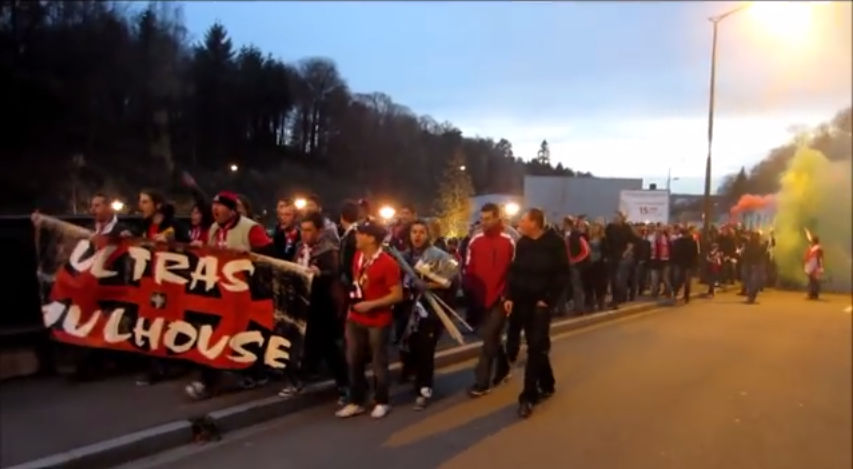
Arrivée des supporters mulhousiens à Poissompré

Épinal entretient une rivalité avec plusieurs clubs du fait de la proximité géographiques de ceux-ci. Ces rivalités ont toujours dépendues de la fréquence de matchs entre les clubs. Parmi celles-ci existe la rivalité avec les Séquanes de Besançon, l'Étoile noire de Strasbourg ou encore avec les Ducs de Dijon. Cependant la plus grande rivalité est celle qui oppose les Dauphins d'Épinal aux Scorpions de Mulhouse ayant pour conséquences des matchs très animés à la fois sur la glace et dans les tribunes.

## Résultats sportifs

### Palmarès
- Champion de France Division 1 : 1981, 2003, 2023 et 2025.
- Champion de France Division 2 : 1979.
- Champion de France Division 3 : 1986 et 2019.

#### Prix et récompenses de la Ligue Magnus
Chaque année, divers trophées sont associés à la Ligue Magnus :
- Trophée Marcel-Claret
  - 2008-2009
- Trophée Jean-Ferrand
  - 2015-2016 : Andrej Hočevar
- Trophée Camil-Gélinas
  - 2015-2016 : Stéphane Barin

## Logos

1997-2009
2009-2013
2013-2014
2014-2018
2018-2022
Depuis 2022

## Les différents maillots du club
- Couleurs actuelles :
  - Domicile : bas noir, short noir, maillot noir et vert.
  - Extérieur : bas blanc, short noir, maillot blanc et vert.

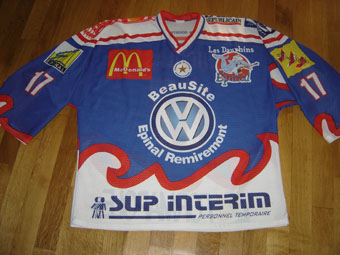
Maillot domicile 2003-2004
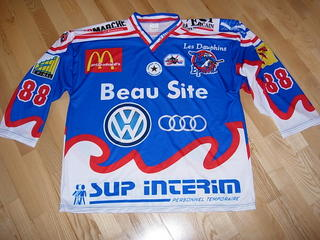
Maillot spéciale finale Coupe de France 2007
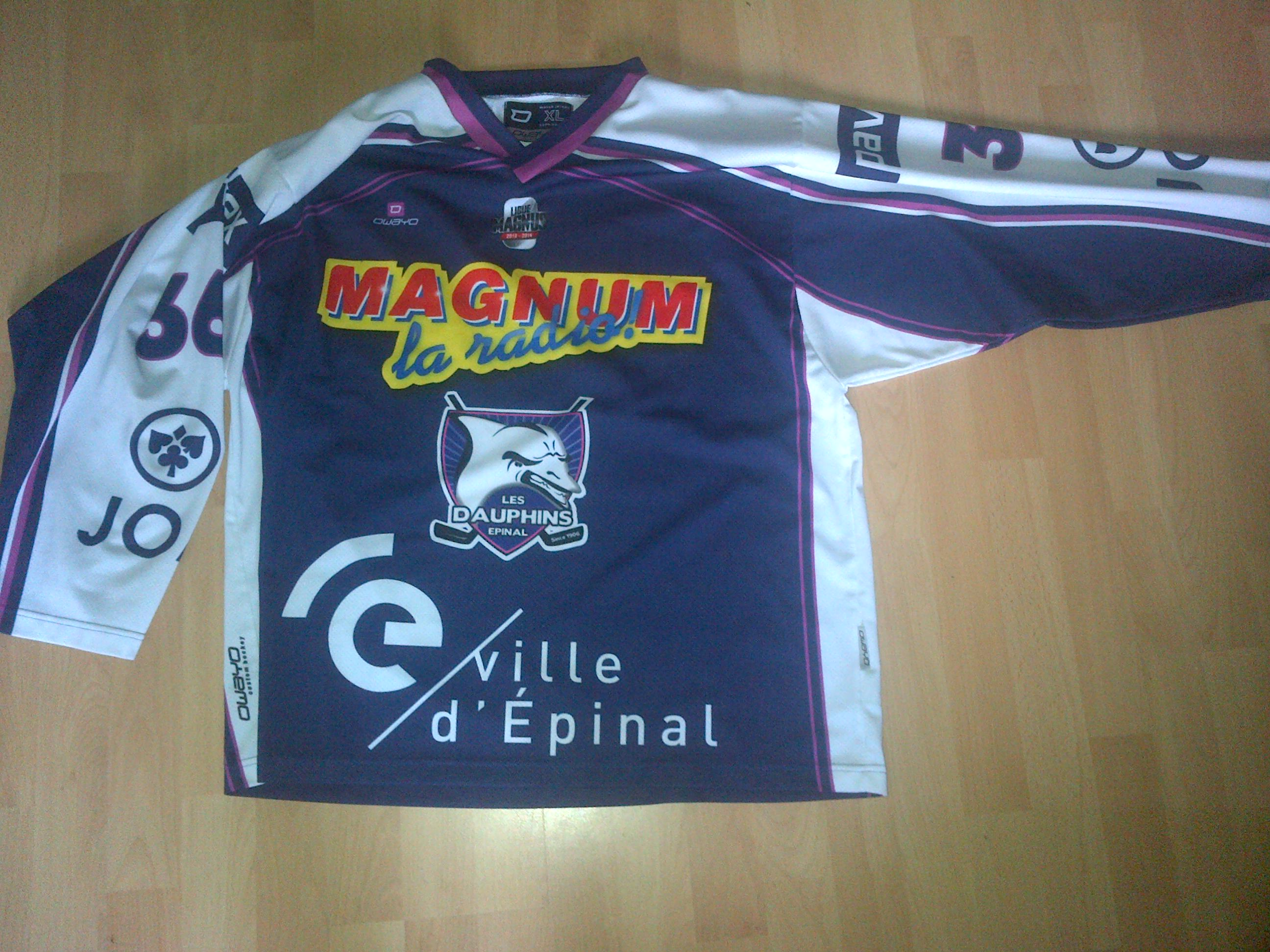
Maillot domicile 2013-2014
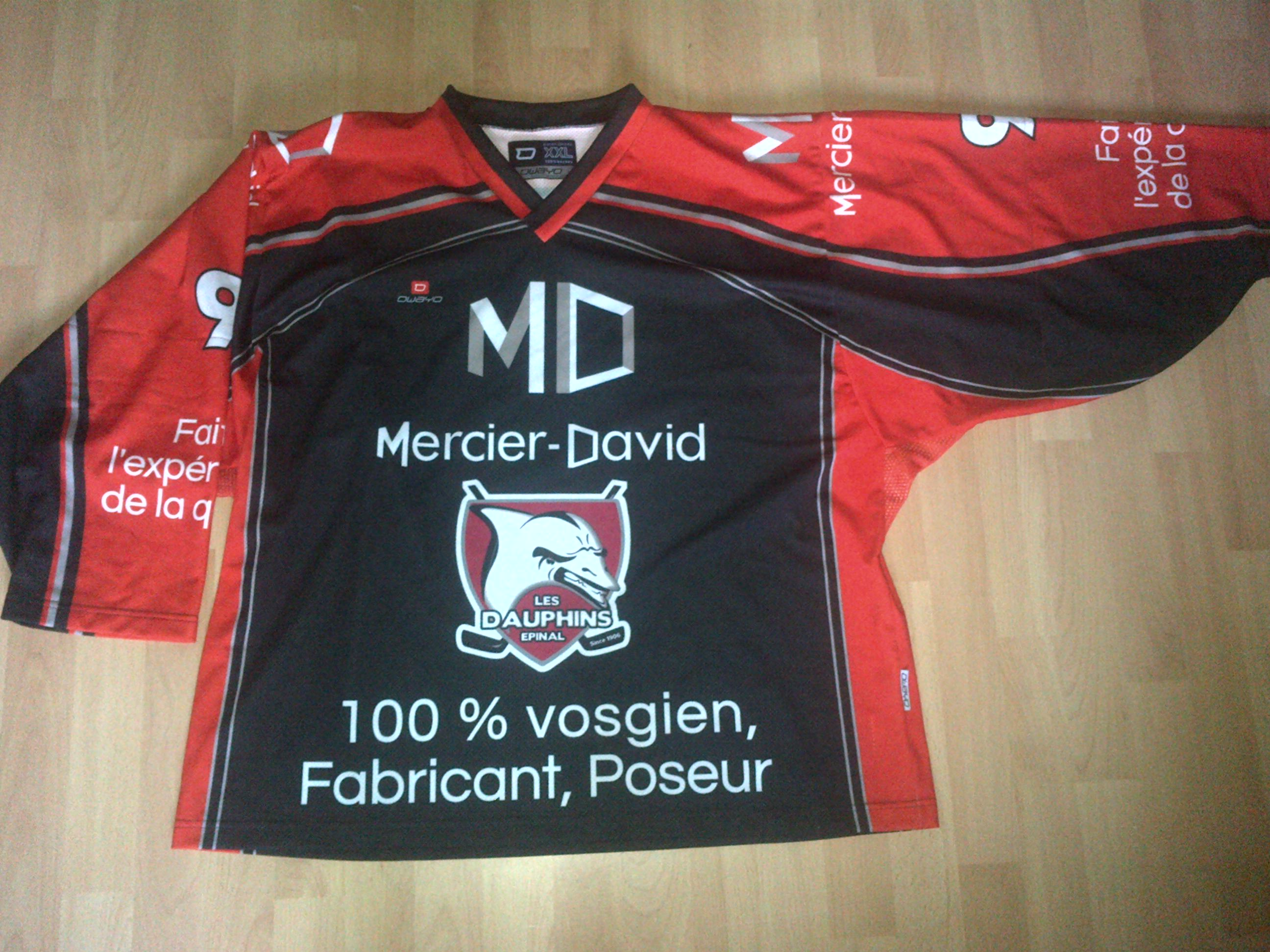
Maillot coupe 2013-2014
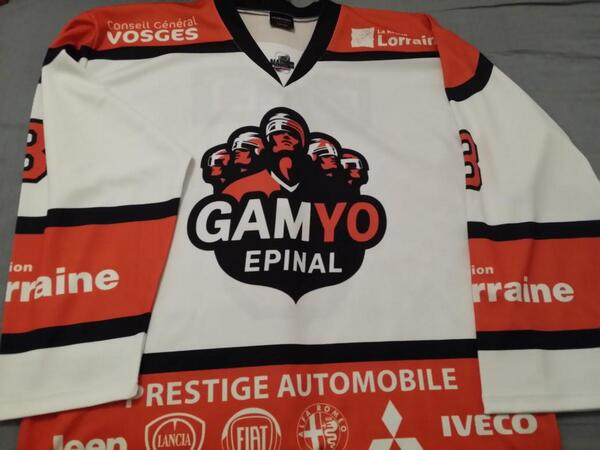
Maillot extérieur 2014-2015

## Personnalités

### Effectif
| No    | Nom                    | Nat. | Position       | Arrivée                                  |
| ----- | ---------------------- | ---- | -------------- | ---------------------------------------- |
| +033, | Branislav Bernat       |      | Gardien de but | 2021 - Aigles de Nice                    |
| +039, | Nicolas Ravel          |      | Gardien de but | Formé au club                            |
| +069, | Sergueï Korochoune     |      | Gardien de but | 2019 - Dogs de Cholet                    |
| +005, | Maxime Ritz            |      | Défenseur      | 2020 - Remparts de Tours                 |
| +008, | Preston Ames           |      | Défenseur      | 2021 - Yétis du Mont-Blanc               |
| +010, | Maxime Martin          |      | Défenseur      | 2019 - Remparts de Tours                 |
| +013, | Tomáš Rusina           |      | Défenseur      | 2021 - MHk 32 Liptovský Mikuláš          |
| +017, | Xavier Blanchy         |      | Défenseur      | 2018 - Bulldogs de Liège U19             |
| +020, | Tomáš Nechala          |      | Défenseur      | 2020 - Étoile noire de Strasbourg        |
| +024, | Audric Donnet          |      | Défenseur      | 2017 - Yétis du Mont-Blanc               |
| +072, | Rémi Ruggirello        |      | Défenseur      | 2021 - Diables rouges de Valenciennes    |
| +093, | Martin Charpentier – C |      | Défenseur      | 2013 - Rapaces de Gap                    |
| +009, | Kévin Pernot           |      | Attaquant      | 2015 - Galaxians d'Amnéville             |
| +016, | Victor Breton          |      | Attaquant      | Formé au club                            |
| +019, | Nathan Ganz – A        |      | Centre         | Formé au club                            |
| +025, | Anthony Rapenne        |      | Ailier         | 2020 - sans club                         |
| +055, | Filip Nemček           |      | Centre         | 2021 - HK Spartak Dubnica                |
| +063, | Deniss Baškatovs       |      | Ailier         | 2020 - Sangliers Arvernes de Clermont    |
| +066, | Dominik Fujerik – A    |      | Centre         | 2019 - Étoile noire de Strasbourg        |
| +074, | Armand Jayat           |      | Ailier         | 2021 - Diables rouges de Briançon        |
| +078, | Matúš Rudzan           |      | Ailier         | 2020 - HK Martin                         |
| +088, | Victor Thoreau         |      | Attaquant      | 2020 - Hockey Club 74 U20                |
| +091, | Alexandre Lubin        |      | Attaquant      | 2021 - Jokers de Cergy-Pontoise          |
| +095, | Lucas Boni             |      | Attaquant      | 2021 - Brûleurs de loups de Grenoble U20 |
| +097, | Kevin Altidor          |      | Ailier         | 2020 - Corsaires de Dunkerque            |

### Encadrement
Voici la liste de l'équipe dirigeante et des entraîneurs principaux du club :
- Entraîneur : Ján Plch (Slovaquie)
- Entraîneur adjoint : Nicolas Martin (France)
- Président : Gauthier Valence (France)

### Les capitaines
| Période        | Nom des joueurs           | Nationalité   |
| -------------- | ------------------------- | ------------- |
| 1945-1948      | Munier Grandclaude        | France        |
| 1948-1952      | Jules Weiller             | France        |
| 1952-1953      | Lucien Grandclaude        | France        |
| 1953-1969      | Jean Monvoisin            | France        |
| 1969-1971      | Jean-Paul Henet           | France        |
| 1971-1972      | Jean-Jacques Philippe     | France        |
| 1972-1976      | Jean-Paul Peltier         | France        |
| 1976-1977      | André Camate              | France        |
| 1977-1980      | Jean-Paul Peltier         | France        |
| 1980-1983      | Patrick Adin              | France        |
| 1983-1989      | Jean-Louis Durand         | France        |
| 1989-1990      | Frédéric Favre            | France        |
| 1990-1991      | Jérôme Campiglia          | France        |
| 1991-1992      | Raphaël Marciano          | France        |
| 1992-1993      | Cyril David               | France        |
| 1993-1997      | Patrick Pommier           | France        |
| 1997-2001      | Raphaël Marciano          | France        |
| 2001-2005      | Frédéric Dehaëne          | France        |
| 2005-2007      | Guillaume Chassard        | France        |
| 2007-2010      | Ján Plch                  | Slovaquie     |
| 2010-2011      | Guillaume Chassard        | France        |
| 2011-janv.2013 | Fabien Leroy              | France        |
| janv.2013-2014 | Steven Cacciotti          | Italie Canada |
| 2014-2015      | Maxime Ouimet             | Canada        |
| 2015-2016      | Maxime Moisand            | France        |
| 2016           | Nicolas Arrossamena       | France        |
| 2016-2017      | Pierre-Charles Hordelalay | France        |
| 2017-2018      | Tyler Mosienko            | Canada        |
| 2018-2019      | Guillaume Papelier        | France        |
| 2019-2020      | Guillaume Chassard        | France        |
| 2020-2021      | Martin Charpentier        | France        |

### Les entraîneurs
| Période                    | Nom des joueurs                                            | Nationalité        |
| -------------------------- | ---------------------------------------------------------- | ------------------ |
| 1945-1948                  | Munier Grandclaude                                         | France             |
| 1948-1952                  | Jules Weiller                                              | France             |
| 1952-1967                  | Lucien Grandclaude                                         | France             |
| 1967-1969                  | Lacoste et Lannoy                                          | France             |
| 1969-1972                  | Jean-Paul Henet                                            | France             |
| 1972-1973                  | Patrick Mavre                                              | France             |
| 1973-1974                  | Jean-Jacques Philippe, André Camate et Jean-François Bardy | France             |
| 1974-1975                  | Michel Weinstein et Jean-François Bardy                    | France             |
| 1975-1976                  | Loudon Owen                                                |                    |
| 1976-1977                  | Bill Jackson                                               |                    |
| 1977-1978                  | Ian Berry                                                  |                    |
| 1978-1979                  | Brad Neuville                                              |                    |
| 1979-1981                  | Patrick Mavre et Patrick Adin                              | France             |
| 1981-1983                  | Gaëtan "Pete" Laliberté                                    | Canada             |
| 1983-1985                  | Marcel Dumais                                              | Canada             |
| 1985-1986                  | Michel Laforest                                            | France             |
| 1986-1987                  | Ivan Guryka                                                | Tchécoslovaquie    |
| 1987-1989                  | Gatien Dumoulin                                            | Canada             |
| 1989-1990                  | Bob Gainey                                                 | Canada             |
| 1990-1992                  | Denis Aubry et Frédéric Favre                              | France             |
| 1992-1993                  | Patrick Mavré et Jan Reindl                                | France et Tchéquie |
| 1993-1994                  | Jan Tlacil et Jan Reindl                                   | France et Tchéquie |
| 1994-janvier 1995          | Jan Reindl                                                 | Tchéquie           |
| janvier 1995-1996          | Dušan Ilić                                                 | Serbie             |
| 1996-1997                  | Dany Gelinas                                               | France             |
| 1997-1998                  | Christian Bozon                                            | France             |
| 1998-1999                  | Dušan Ilić                                                 | Serbie             |
| 1999-2000                  | Jan Reindl                                                 | Tchéquie           |
| 2000-2005                  | Raphaël Marciano                                           | France             |
| 2005                       | Jan Reindl                                                 | Tchéquie           |
| 2005-2006                  | Joakim Nilsson                                             | Suède              |
| 2006-2007                  | Pierre-Yves Eisering                                       | Suisse             |
| 2007-2009                  | Shawn Allard                                               | Canada             |
| 2009-novembre 2009         | Tommy Andersson                                            | Suède              |
| novembre 2009-janvier 2013 | Santino Pellegrino                                         | Canada Italie      |
| janvier 2013-juin 2013     | Alex Stein                                                 | Canada Allemagne   |
| juin 2013-2014             | Raphaël Marciano                                           | France             |
| 2014-2015                  | Philippe Bozon                                             | France             |
| 2015-2016                  | Stéphane Barin                                             | France             |
| 2016-2018                  | Brad Gratton                                               | Canada             |
| 2018-                      | Ján Plch                                                   | Slovaquie          |

### Les présidents
| Période   | Nom                              |
| --------- | -------------------------------- |
| 1948-1952 | Munier Grandclaude               |
| 1952-1953 | Jules Weiller                    |
| 1953-1964 | Fernand Prudhomme                |
| 1964-1967 | M.Marchal                        |
| 1967-1969 | André Tavernier                  |
| 1969-1972 | Claude Bardy                     |
| 1972-1978 | André Tavernier                  |
| 1978-1979 | M.Clairacque                     |
| 1979-1980 | Gérard Libine                    |
| 1980-1981 | Gérard Libine et Pierre Aubert   |
| 1981-1982 | Pierre Aubert                    |
| 1982-1983 | Claude Campiglia                 |
| 1983-1985 | Willmann et Pascal Treiber       |
| 1985-1986 | Claude Bardy et Ghislain Merenne |
| 1986-1988 | Ghislain Merenne                 |
| 1988-1989 | Gilles Varin                     |
| 1989-1991 | Michel Latour                    |
| 1991-1992 | Robert Cabrit                    |
| 1992-1995 | Jean-Claude Hoff                 |
| 1995-1997 | Ghislain Mérenne                 |
| 1997-2016 | Claude Maurice                   |
| 2016-2018 | Romain Casolari                  |
| 2018-2020 | Gauthier Valence                 |
| 2020-     | Anne Mauffrey                    |

### Statistiques

#### Les joueurs ayant le plus joué pour le club
Cette section présente les 10 joueurs ayant joués le plus grand nombre de matchs dans l'histoire du club:
| No | Joueurs            | Nationalité    | Parties jouées | Buts | Passes | Points |
| -- | ------------------ | -------------- | -------------- | ---- | ------ | ------ |
| 1  | Ján Plch           | Slovaquie      | 446            | 266  | 420    | 686    |
| 2  | Guillaume Chassard | France         | 393            | 173  | 178    | 351    |
| 3  | Guillaume Papelier | France         | 367            | 27   | 52     | 79     |
| 4  | Peter Slovak       | Slovaquie      | 339            | 3    | 60     | 63     |
| 5  | Anthony Rapenne    | France         | 332            | 67   | 88     | 155    |
| 6  | Michal Petrák      | Tchéquie       | 324            | 152  | 278    | 430    |
| 7  | Gasper Susanj      | Slovénie       | 262            | 26   | 87     | 113    |
| 8  | Maxime Martin      | France         | 246            | 10   | 25     | 35     |
| 9  | Raphaël Marciano   | France         | 244            | 189  | 209    | 398    |
| 10 | Kévin Benchabane   | France Algérie | 241            | 18   | 29     | 47     |

En italique: joueurs encore en activité au club

#### Les meilleurs pointeurs

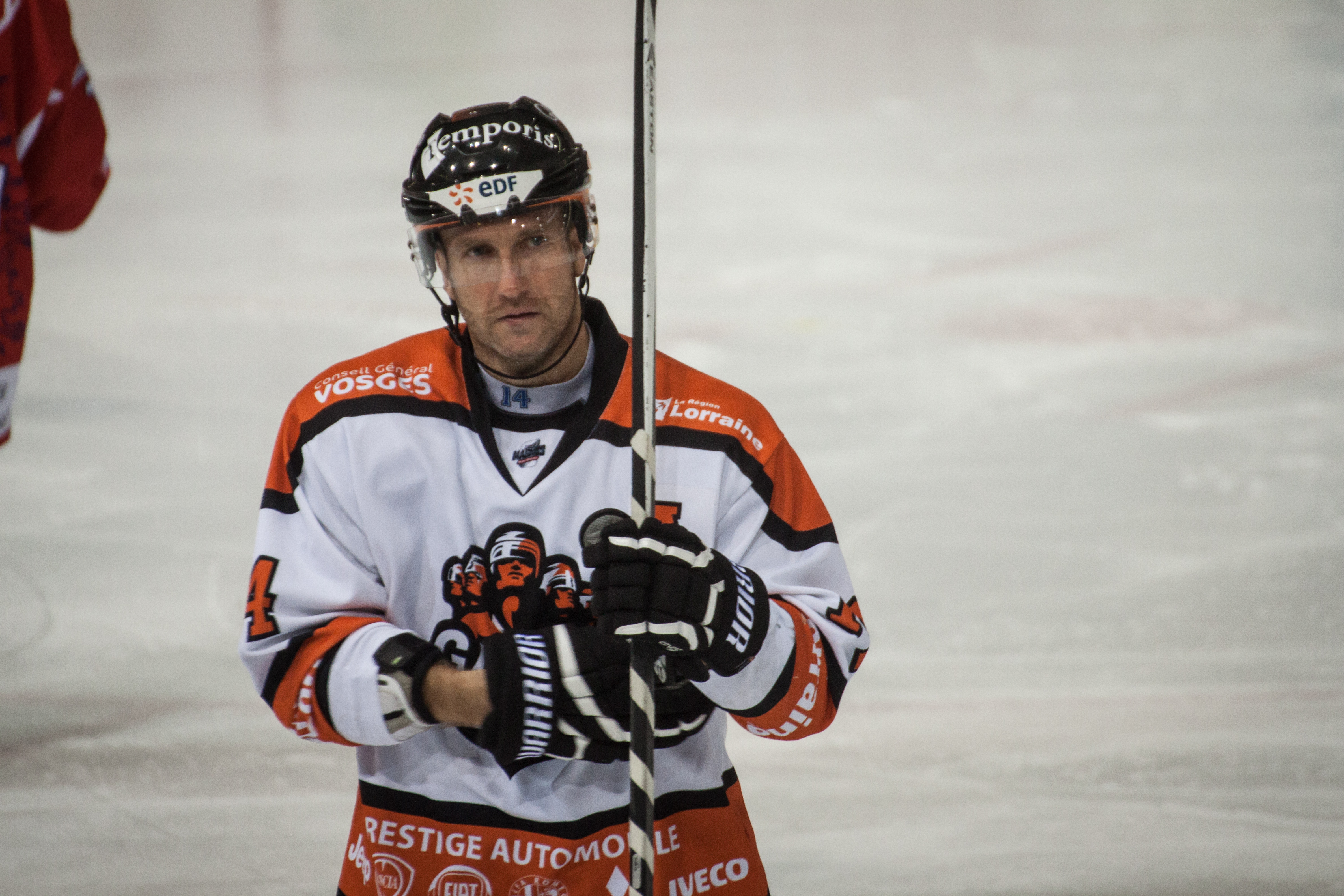
Ján Plch figure emblématique du club.

Cette section présente les 10 meilleurs pointeurs de l'histoire du club:
| No | Joueurs            | Nationalité   | Parties jouées | Buts | Passes | Points |
| -- | ------------------ | ------------- | -------------- | ---- | ------ | ------ |
| 1  | Ján Plch           | Slovaquie     | 446            | 266  | 420    | 686    |
| 2  | Michal Petrák      | Tchéquie      | 324            | 152  | 278    | 430    |
| 3  | Raphaël Marciano   | France        | 244            | 189  | 209    | 398    |
| 4  | Guillaume Chassard | France        | 393            | 173  | 178    | 351    |
| 5  | Roman Trebatický   | Slovaquie     | 140            | 137  | 99     | 236    |
| 6  | Alain Pivron       | France        | 98             | 109  | 83     | 192    |
| 7  | Ján Šimko          | Slovaquie     | 192            | 89   | 95     | 184    |
| 8  | Steven Cacciotti   | Canada Italie | 176            | 49   | 108    | 157    |
| 9  | Anthony Rapenne    | France        | 335            | 68   | 88     | 156    |
| 10 | Jussi Haapasaari   | Finlande      | 145            | 72   | 83     | 155    |

En italique: joueurs encore en activité au club

#### Les meilleurs buteurs
Cette section présente les 10 meilleurs buteurs de l'histoire du club:
| No | Joueurs            | Nationalité | Parties Jouées | Buts | Passes | Points |
| -- | ------------------ | ----------- | -------------- | ---- | ------ | ------ |
| 1  | Ján Plch           | Slovaquie   | 446            | 266  | 420    | 686    |
| 2  | Raphaël Marciano   | France      | 244            | 189  | 209    | 398    |
| 3  | Guillaume Chassard | France      | 393            | 173  | 178    | 351    |
| 4  | Michal Petrák      | Tchéquie    | 316            | 152  | 278    | 430    |
| 5  | Roman Trebatický   | Slovaquie   | 140            | 137  | 99     | 236    |
| 6  | Alain Pivron       | France      | 98             | 109  | 83     | 192    |
| 7  | Ján Šimko          | Slovaquie   | 192            | 89   | 95     | 184    |
| 8  | Cyrille David      | France      | 149            | 80   | 74     | 154    |
| 9  | Anze Kuralt        | Slovénie    | 124            | 74   | 60     | 134    |
| 10 | Jussi Haapasaari   | Finlande    | 145            | 72   | 83     | 155    |

En italique: joueurs encore en activité au club

#### Les meilleurs assistants
Cette section présente les 10 joueurs ayant réalisé le plus d'assists de l'histoire du club:
| No | Joueurs            | Nationalité   | Parties jouées | Buts | Passes | Points |
| -- | ------------------ | ------------- | -------------- | ---- | ------ | ------ |
| 1  | Ján Plch           | Slovaquie     | 446            | 266  | 420    | 686    |
| 2  | Michal Petrák      | Tchéquie      | 324            | 152  | 278    | 430    |
| 3  | Raphaël Marciano   | France        | 244            | 189  | 209    | 398    |
| 4  | Guillaume Chassard | France        | 393            | 173  | 178    | 351    |
| 5  | Steven Cacciotti   | Canada Italie | 176            | 49   | 108    | 157    |
| 6  | Roman Trebatický   | Slovaquie     | 140            | 137  | 99     | 236    |
| 7  | Ján Šimko          | Slovaquie     | 192            | 89   | 95     | 184    |
| 7  | Stéphane Gervais   | Canada France | 165            | 42   | 95     | 137    |
| 9  | Anthony Rapenne    | France        | 332            | 67   | 88     | 155    |
| 10 | Gasper Susanj      | Slovénie      | 262            | 26   | 87     | 113    |

En italique: joueurs encore en activité au club

## La patinoire
La patinoire de Poissompré est la patinoire accueillant tous les hockeyeurs spinaliens depuis la création du Sport d'hiver spinalien en 1906. Le nom de Poissompré vient du nom de l'étang qui se trouvait à l'emplacement de l'actuel patinoire et sur lequel les premiers coups de patins ont été donnés dans la Cité des Images et dont les eaux étaient jadis poissonneuses. La première patinoire artificielle est inaugurée en 1970 et peut alors accueillir officiellement 1 200 personnes (un match contre Dijon atteindra les 2 300 spectateurs). En octobre 2009, après 39 ans de service, la patinoire spinalienne est définitivement fermée par arrêté préfectoral pour des raisons de sécurité. Un bureau d'études a en effet réalisé un diagnostic de la charpente intérieure, révélant que celle-ci menaçait de s'effondrer à tout instant. Pour pallier ce manque, la communauté de communes d'Épinal-Golbey installe rapidement une structure provisoire, appelée « Poissompré bis » pouvant accueillir 500 personnes et installée sur le parking de la désormais défunte patinoire de Poissompré. Il est alors décidé de démolir l'ancienne structure pour rebâtir une nouvelle patinoire au même emplacement. C'est ainsi que le 4 septembre 2011 le « Nouveau Poissompré » est inauguré. D'une capacité de 1 424 places assises et moderne, Poissompré 2 est donc la nouvelle maison de l'ICE

Devant l'afflux massif de spectateurs à partir de la saison 2014-2015, la Communauté d'Agglomération d'Épinal décide la création de deux nouvelles sorties de secours à Poissompré pour porter la capacité d'accueil à 1788 places.
Les matchs de l'équipe de hockey sur glace continuant de remplir la patinoire, la communauté d'agglomération approuve le financement d'une nouvelle tribune permettant d'augmenter la capacité totale à 2516 places. L'inauguration de cette nouvelle tribune est effectuée le 15 septembre 2017.

## Supporters

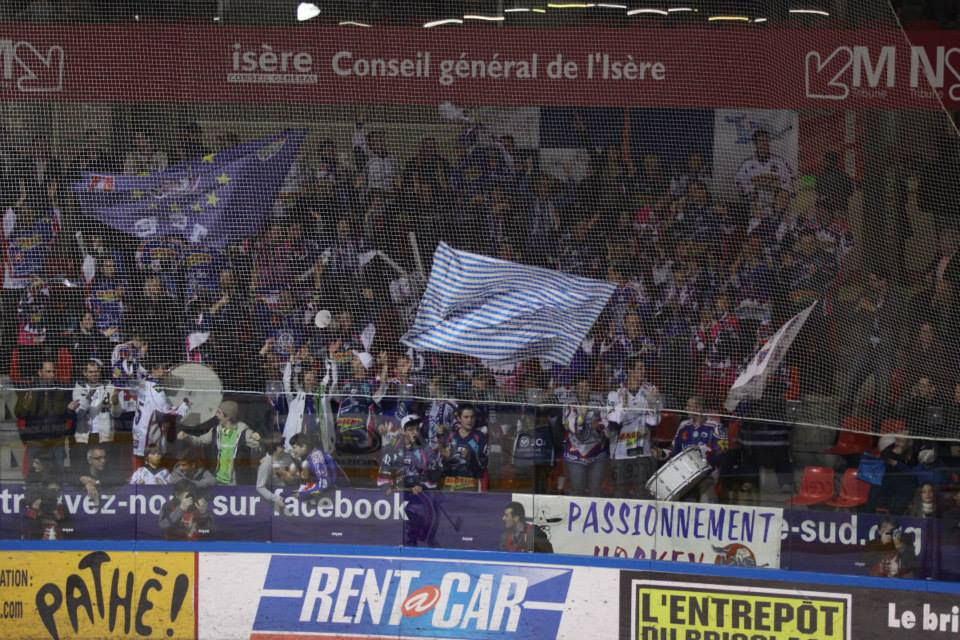
Supporters spinaliens à Grenoble

Logo des GénératYon Cannibales

Autrefois comparé au stade Stade Geoffroy-Guichard de Saint-Étienne l'ambiance régnant à la patinoire de Poissompré est réputée comme la plus fervente du hockey français, Patrick Partouche déclarant que la patinoire était « la hantise de toutes les équipes quand elles se déplacent dans l'enfer d'Épinal ». Aujourd'hui il existe trois groupes de supporteurs :
- Les Crazy Boys, occupant la tribune C de la patinoire ;
- Génératyon Cannibales, qui a pour but de faire renaître les anciens "Cannibales Verts", occupant la tribune B de la patinoire;
- Les Vieux D'Monts, occupant la tribune A de la patinoire.